# MÁV 375 sorozat

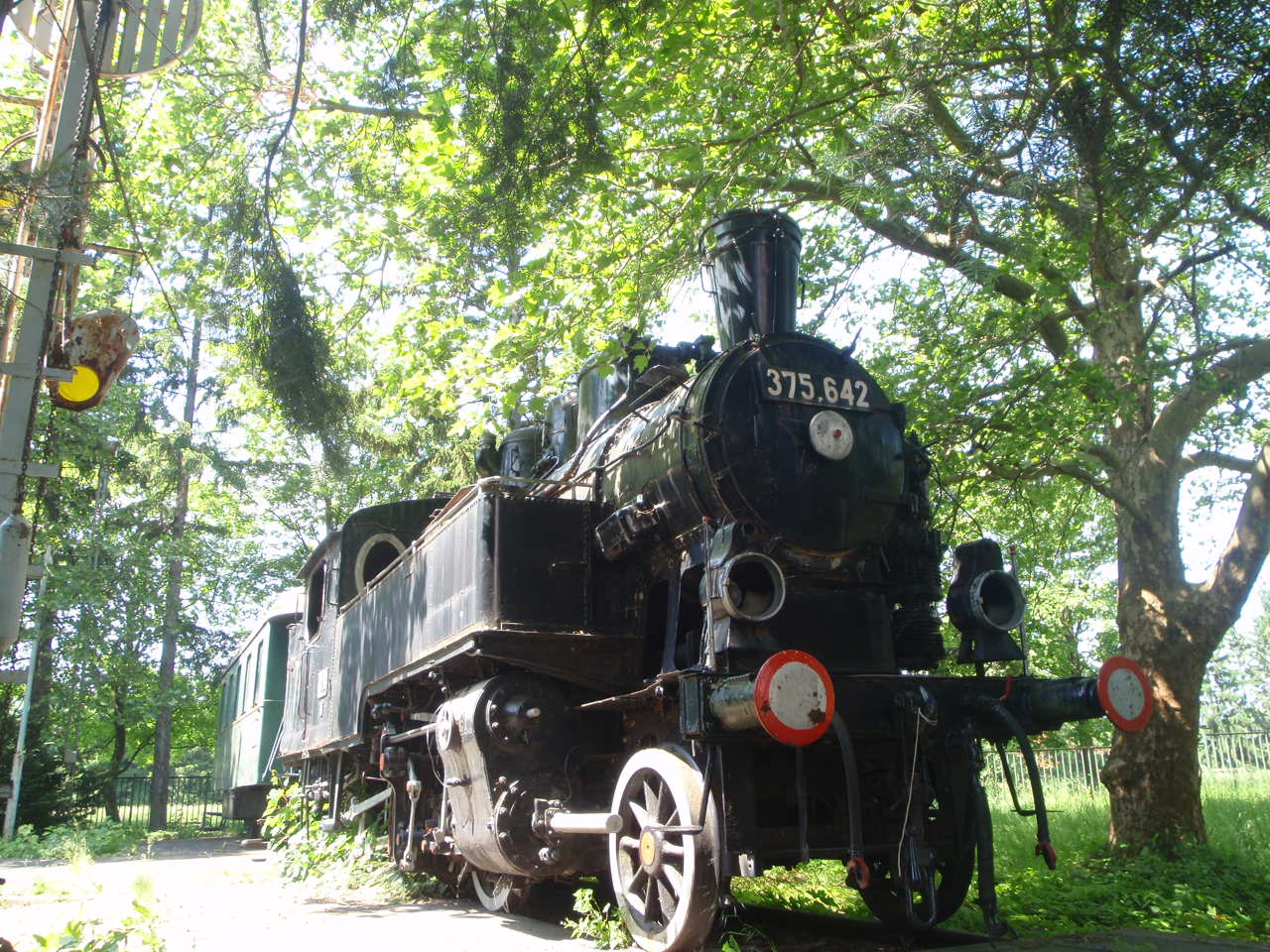
A 375,642-es Kőszegen kiállított mozdony és kocsija

A MÁV TV. osztályú, később 375 sorozatú gőzmozdonya a Magyar Királyi Állami Vasgyárak egyik legelterjedtebb mellékvonali mozdonytípusa volt, melyet a századfordulótól 1959-ig több eltérő alsorozatban gyártottak. Nem csak a magyar, de a szomszédos országok szakemberei által is elismerten kategóriájában az egyik legjobban sikerült gőzmozdony típusnak tekinthető, mely a gőzöskorszak legvégéig szolgált, s melyből minden, a típust használó országban találni megőrzött, kiállított példányt.

## A típus létrejötte
A Magyar Királyi Államvasutak mellékvonalain (akkor szóhasználat szerint: másodrangú vonalak) az 1880-as évektől nagyrészt – lejtviszonyoktól és vonatterheléstől függően – két, majd három és négy kapcsolt kerékpárú, futótengely nélküli (B, C, D tengelyelrendezésű, X., XII. és XIVa. osztályú (később 20, 377 és 475 sorozatú) szertartályos mozdonyokkal bonyolította le a teljes vonatforgalmát. A sík- és dombvidéki pályákon a vonatok növekedésével a XII. osztályú mozdonyok terhelése kevéssé vált, a XIVa. osztályú mozdonyok sebessége pedig nem volt megfelelő. Ezért a tengelyelrendezés megtartásával a MÁV újra szerkocsis mozdonyok beszerzéséről döntött. Ez két előnnyel is járt: egyrészt a készletek tömege nem terhelte a kapcsolt kerékpárokat, így a kazán és a gépezet méretének növelése vált lehetővé, másrészt a szerkocsiban jelentősnek mondható tüzelőanyag és tápvíz fért el. Ez utóbbi különösen hasznosnak bizonyult a hosszabb mellékvonalak kiszolgálására. Az elkészült Va. osztályú (később 370 sorozatú) mozdonyok azonban rövid tengelytávjuk és a kerékpárcsoportok előtt és mögött „túllógó” szerkezeti elemek miatt 50 km/h feletti üzemre nem voltak alkalmasak, másrészt a végállomásokon fordítókorongokra volt szükség, mely a mellékvonalak kisebb részén állt csak rendelkezésre.
A mellékvonalak egy része a 100 km-es vonalhosszt jóval meghaladta és igény mutatkozott legalább 60 km/h sebességű vonatok továbbítására is. Ezért három kapcsolt kerékpár elé és mögé egy-egy ívbeálló futótengely alkalmazására volt szükség, mely egyfelől biztosította a nyugodt futást, másfelől lehetővé tette, hogy a mozdony újra szertartályos kivitelben készüljön és mindkét menetirányba fordítás nélkül azonos sebességgel közlekedhessen. Ilyen 1'C1' tengelyelrendezésű („Prairie” típusú) szertartályos mozdonyt konstruált 1895-ben Karl Gölsdorf is a bécsi Schnellbahn vonalai számára (30 sorozat). Bár ez a típus fővonali szolgálatra készült, futása figyelemre méltó módon alig 1,3 méter átmérőjű kapcsolt kerekei ellenére még 90 km/h körüli sebességtartományban is megfelelő volt.
E típus elrendezését vette mintául a MÁV, amikor új mellékvonali mozdonytípus tervezésére adott megbízást az 1900-as évtized közepén a Magyar Királyi Állami Vasgyáraknak. Az új típus számára előírták, hogy közepes minőségű szén eltüzelésével 10‰-es emelkedőkön 280 tonnás vonatokat 30 km/h sebességgel továbbítson.

## Prototípusok
Az Államvasutak próbaképpen négy db 1'C1' tengelyelrendezésű szertartályos mellékvonali mozdony megépítését bízta az állami gépgyárra. A MÁV-nál a módosított osztályjelölés-rendszer alapján TV. osztályként jelölt mozdonyok közül az első kettőt kísérletképpen – amerikai mintára – öntött acél főkerettel, a másik kettőt hagyományos, szegecselt folytvaslemez-kerettel rendelték meg. Ez utóbbi két mozdony 74{\displaystyle {}^{1}} szerkezetszámon 7303–7304 pályaszámmal 1907. októberére készült el. A másik két, 7301–7302 pályaszámú mozdony építése viszont elhúzódott és végül ugyancsak lemezkeretes kivitelben csak 1910-ben (74{\displaystyle {}^{5}} szerkezetszámon), illetve 1911-ben (74{\displaystyle {}^{7}} szerkezetszámon) készült el.
A mozdonyok a Monarchiában ekkor kötelező módon hadijelet is kaptak, mely ennél a típusnál {\displaystyle {\tfrac {\overline {\left|\mathrm {III\ 300} \right|}}{\mathrm {D} _{7}}}} volt.

## Szerkezete
A TV. osztályú mozdonyok tehát belső keretes, 1'C1' tengelyelrendezésű, azaz három, a keretbe ágyazott kapcsolt kerékpárral, valamint előttük és mögöttük egy-egy, a pályaívekbe beállni képes futókerékpárral készült kéthengeres, szertartályos gőzmozdonyok voltak.

### Kazán
A mozdonyok kazánjának középvonala jelentősen magasabban helyezkedett el, mint elődjéé, a Va. osztályé. Az alul 1,17 m széles, 14 mm-es lemezekből álló Polonceau-rendszerű mennyezettel készült állókazánt a kerékpárok fölé emelték ki. Az állókazán hátfala a tömegcsökkentés miatt a függőlegestől eltérő szögben felfelé előre hajlott, a tüzelőajtó Webb-rendszerű volt. A rostély két részből állt, első részét buktatni lehetett, az esése 1/30 volt. A hamuláda elejére, hátuljára és fenekére csappantyúkat szereltek, melyeket a mozdonysátorból rudazattal lehetett működtetni.
A 3828 mm hosszúságú és 1,3 m legnagyobb belső átmérőjű hosszkazánt egyetlen 14 mm-es folytvaslemezövből állt és vízgáz-hegesztéssel készült. A kazánt a szokásos módon a füstszekrény alatt, a füstszekrénytartónál rögzítették a kerethez, így hátrafelé dilatálhatott. A hosszkazán elején helyezték el a gőzdómot, mögé töltőcsésze és a homoktartály került. A töltőcsésze helyére a 375,427 pályaszámtól kezdve Petz–Rejtő-féle vízszintes elrendezésű víztisztítót szereltek. A gőzdómra 2 db közvetett terhelésű rugómérleges biztonsági szelepet szereltek. A gőzdómban helyezték el a vízelválasztót és a függőleges tolattyútükörrel készült kettős síktolattyús gőzszabályzót, melynek szabályozó rudazatát a kazánon belül vezették el. Innen a gőz a nagynyomású gőzhengerhez áramlott. A gőzdómból cső vezetett az állókazán tetején kialakított szerelvényfejhez és a lövettyűkhöz is.
A kazánba 153 darab 46,5/52 mm átmérőjű folytvas tűzcsövet építettek. A közel 1,4 m hosszú füstszekrényben helyezték el az amerikai rendszerű szikrafogót. A gőzfúvó csappantyús kivitelű volt. A füstszekrényajtó kétszárnyú, az osztrák és a korai magyar mozdonyokra jellemző kivitelű volt. A kazánt 1-1 db Friedmann-rendszerű SZ. osztályú nem szívó, ún. „restarting” frissgőz-lövettyű táplálta vízzel, melyek közül a bal oldali 7, a jobb oldali 9 mm-es nyílású volt. A bal oldali lövettyű tápcsövéből ágazott ki a szénlocsoló, míg jobb oldali lövettyűtől a hamuszekrény-locsoló indult ki.

### Gépezet
A mozdony két gőzhengere közül szokásos módon a jobb oldalon a nagynyomású kis átmérőjű, bal oldalon a kisnyomású nagy átmérőjű hengert helyezték el. A gőzdómból a gőzt a kazánon kívül elvezetett beömlőcsövön vezették a nagynyomású henger tolattyúszekrényébe. A két gőzhenger, a kapcsolt kerékpárok közül a harmadikat hajtotta. A nagynyomású gőzhenger folytvas beömlőcsöve 117/127 mm átmérővel, 2,45 m hosszúsággal készült, az átömlőcső 153/165 mm átmérőjű és 510 mm hosszú, míg a kisnyomású henger kiömlőcsöve 203/216  átmérőjű és 1,85 m hosszú volt. A jobb oldali forgattyút a bal oldalihoz képest 90°-kal előbbre ékelték a kerékpártengelyre. A dugattyúrúd átmenő rendszerű volt; elöl a rúdvezeték nyitott hüvelyben futott, a dugattyúrudak tömszelencéi grafitos azbeszt-tömítéssel készültek. A keresztfejek kétvezetékesek voltak. A hajtórudak I alakú, míg a csatlórudak téglalap alakú keresztmetszettel készültek.
A gőzhengerek üresjárati munkájának (ellenállásának) csökkentésére a gőzdómnál a beömlőcső felső részére légszelepet, az átömlőcsőre pedig légszeleppel kombinált, 6 bar nyomásra beállított nyomásredukáló szelepet, továbbá 375,468 pályaszámtól a henger elöli és hátuli dugattyúterét összekötő nyitható nyomáskiegyenlítő váltót (melynek mozgató emeltyűje az állókazán jobb oldalára került) szereltek. A hengerekre a vízütés elkerülésére ún. kompresszió-szelep is került. A mozdonyok gépezetét egyszerű Borries-rendszerű indítókészülékkel is ellátták. A nagynyomású henger legnagyobb töltése 72%, a kisnyomású hengeré 81% volt.
A gőzhengerek belső beömlésű, széles, rugalmas, önfeszítő gyűrűs hengeres tolattyúkkal készültek, melyeket ellenforgattyús Heusinger–Walschaert-rendszerű vezérművek szabályoztak. A nagynyomású tolattyú átmérője 234 mm belső túlfedése 34, külső túlfedése –7 mm volt. A kisnyomású tolattyú átmérője 290 mm, belső túlfedésük 32 mm, a külső túlfedése 0 értékű volt. Az ellenforgattyú előremenetben a forgattyút közel 90°-kal megelőzi, más szóval a forgattyúhoz képest előresietőként ékelték föl. Ennek megfelelően előremenetben a lengőívkő a lengőív (kulissza) felső részén helyezkedett el. A kormányvonórúd előremenetnél előre mozdult. A vezérmű a szokásosnál egyszerűbb elrendezéssel készült: az elősietési lengőt mozgató vonórúd végét ugyanis közvetlenül a keresztfej-csapszeghez kapcsolták, az ívkövek függőleges mozgatását végző függvasakat közvetlenül az ívkő csapjaihoz rögzítették. A kormányvonórudat emeltyűvel kombinált kormánycsavarral szabályozták. A két vezérmű egy közös kormányműhöz kapcsolódott a kisnyomású gőzhenger nagyobb töltéseit pedig, hogy a bal oldali kormányműnél az ívkövet emelő kar nagyobb hosszúságával érték el.

### Keret, futómű, mozdonysátor
A mozdony 1180 mm futókör-átmérőjű kapcsolt- és 950 mm átmérőjű futókerékpárokkal készült. A hajtó- és kapcsolt kerekek mérete azonos volt az előd Va. osztályéval. Az előli futókerékpár a füstszekrényt, a két első kapcsolt kerékpár a hosszkazánt, a hajtótengely a tűzszekrényt, a hátulsó futókerékpár pedig a széntartányt támasztja alá. A hajtott tengely 3%-os nikkelacélból, míg a kapcsolt- és futótengelyek folytacélból készültek. A belső elrendezésű, szegecseléssel készült keret két, egymástól 1,135 m távolságban lévő 25 mm vastag Martin-folytvaslemez hossztartóból állt, melyeket két végén a mellgerenda kötött össze, közöttük pedig acélöntésű, illetve lemezekből és szögvasakból készült függőleges és vízszintes kereszttartók (ún. keretkötők) merevítettek ki. A kereszttartókra a tömegcsökkentés érdekében kivágások kerültek. Az első és második, illetve a második és harmadik között elhelyezett függőleges keretkötők felső nyúlványa a hosszkazánt is alátámasztotta. A tengelyágytokok keretvágásait acélöntésű ágyvezetékek merevítették és az ágytokok kopásai húzóékekkel utánállíthatóak voltak. A merev tengelytávolság csökkentésére a kapcsolt kerékpárokat a keretbe egymáshoz olyan közel ágyazták, amennyire csak a fékrudazat azt lehetővé tette. A kapcsolt kerékpárok hordrugói közül az első két kerékpár rugóit a tengelyek fölött, a harmadikét az állókazán miatt a tengely alatt helyezték el. A második és harmadik kapcsolt kerékpárok rugóit himbák kötötték össze. A futókerékpárok Adams–Webb-rendszerű beálló tengelyekkel készültek és biztosították a mozdony jó megvezetését, ezáltal a megfelelő futási tulajdonságokat. A futótengelyek 1,91 m sugáron oldalirányban 65–65 mm-t tudtak elmozdulni, a tömegcsökkentés érdekében egyenesbe visszaterelő rugót azonban nem építettek be. A futókerékpárok hordrugói keresztben elhelyezett lemezrugók a tengelyek fölött kerültek elhelyezésre.
A mozdonysátor mindkét vége zárt volt és rajtuk kétoldalt egy-egy ovális forgóablakot alakítottak ki. A sátortetőre szellőző került.

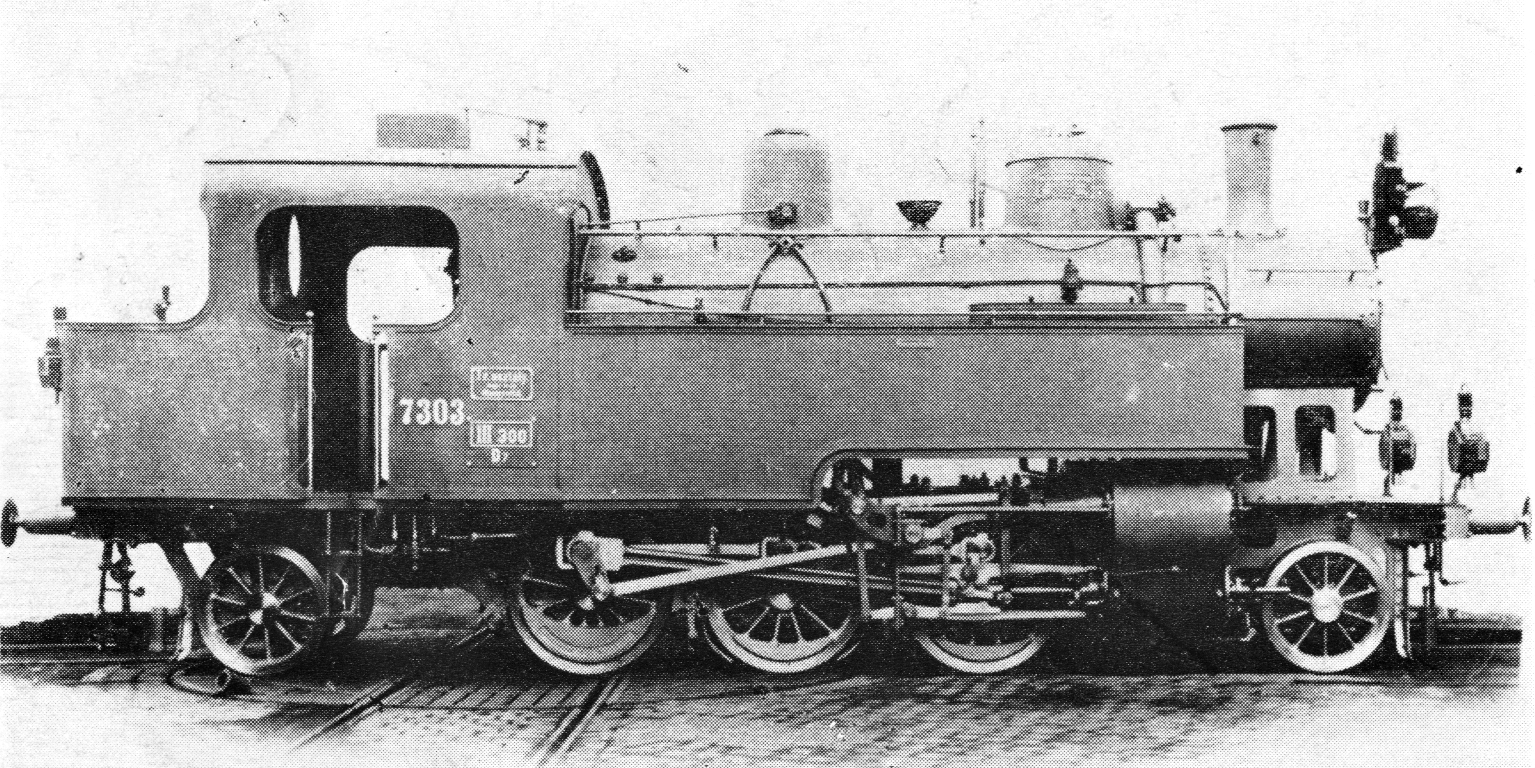
Az elsőként elkészült TV. osztály 7303 pályaszámú mozdony

### Segédberendezések
Az első mozdonyokra egy 10″-os Westinghouse-rendszerű fékhengert szereltek. A sűrített levegőt egy, a mozdony füstszekrénytartóján elhelyezett Westinghouse-rendszerű egyfokozatú F jellegű légszivattyú termelte. A féktuskók a mozdony hajtott kerékpárjait elölről fékezték, míg a futóforgóváz kerékpárjai a MÁV mozdonyainál szokásos módon fékezetlenek voltak. A féktuskónyomás a tapadási súly 53,5, a szolgálati súly 33%-a volt. A légfékkel el nem látott példányok esetén a kézifékkel a tapadási súly 23%-ának megfelelő erővel lehetett fékezni a kerekeket. A sebességet egy, a jobb oldali ellenforgattyú felső nyúlványáról meghajtott 12 másodperces Haushälter-rendszerű sebességmérő mérte. A hideg alkatrészek kenését a tengelyágyakban kenőbelek és -párnák, a rudazatban kenőcsavaros olajszelencék végezték, gőzben lévő alkatrészek kenéséről Náthán-rendszerű kondenzációs készülék, később hat nyílású Friedmann-rendszerű N osztályú dugattyús melegalkatrész-kenőszivattyú gondoskodott. Kedvezőtlen tapadási viszonyok esetén kézi rudazatos, kúpkerekes homokoló juttatott homokot a második kapcsolt kerékpár mindkét oldalára. A két futó- valamint az első kapcsolt kerékpárt olajos nyomkarimakenő készülékkel szerelték fel. A légfékes példányok első futókerékpár nyomkarimáját a légszivattyúból távozó olajos gőz is kente. A mozdonyokat univerzális jellegüknél fogva bajor rendszerű nagynyomású gőzfűtési berendezéssel is ellátták.

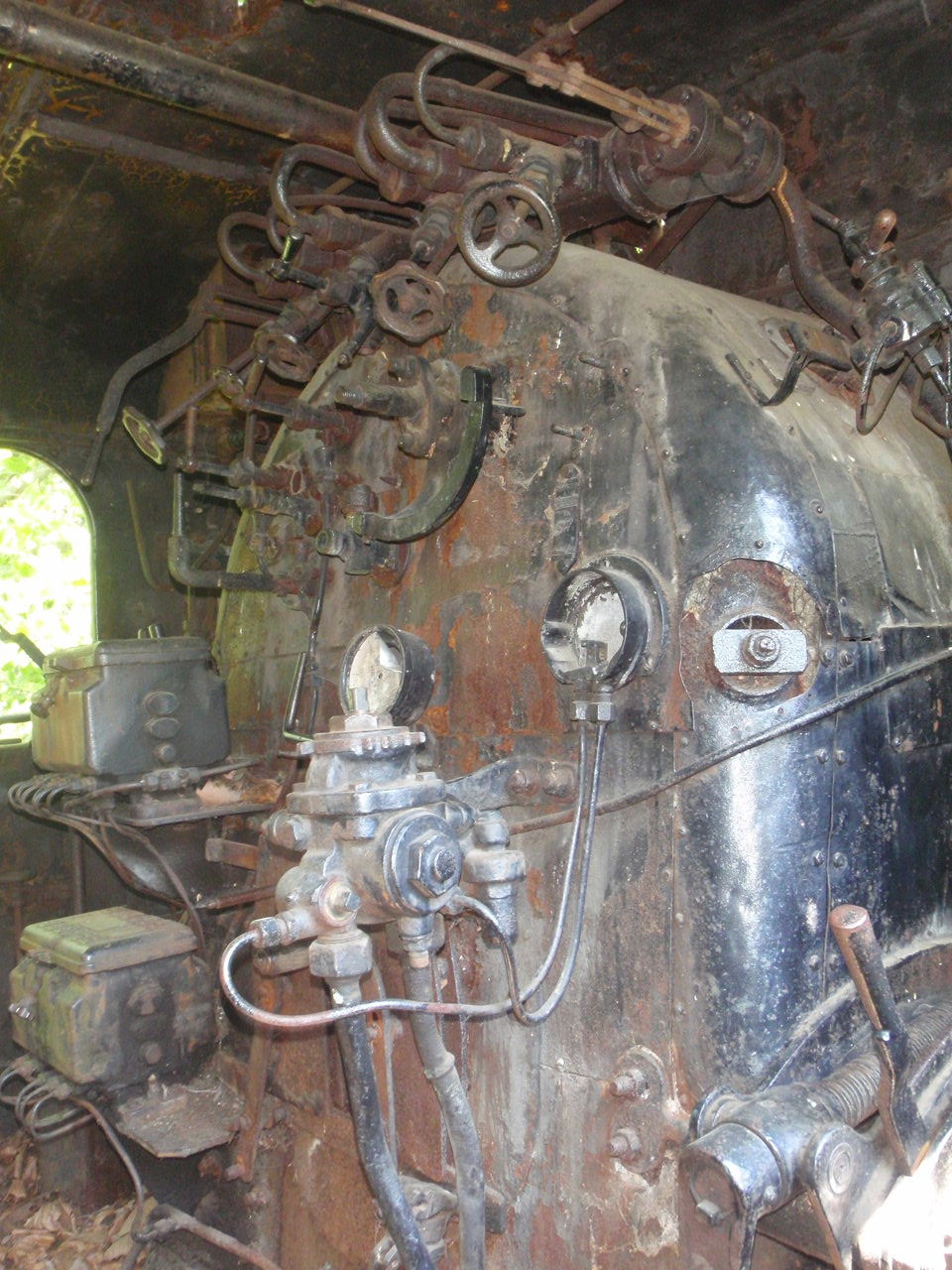
A 375,642-es Kőszegen kiállított mozdony kialakítása

A mellékvonali mozdonyoknál elterjedt módon a mozdonyokat ejektorkapcsolattal is ellátták, mely lehetővé tette, hogy vízdaruval nem rendelkező állomásokon, vagy akár patakokból vizet szivattyúzzanak a tartályokba. A mozdony hosszkazánjának két oldalán elhelyezett víztartályok térfogata 40–50 km hosszú megállás nélküli utat tett lehetővé. A víztartályokra túlfolyócső került, közöttük összekötőcső biztosított kapcsolatot. A széntartó a szokott módon a mindkét végén zárt vezetőállás mögé került. A víztartályok mögött mindkét oldalon egy-egy szerszámszekrényt, a széntartó elé bal oldalon egy ruhásszekrényt alakítottak ki.

## Az első tapasztalatok és az első gyártási sorozat
1907 októberében a 7303 és a fővonali üzemre beállított futóművel forgalomba állított 7304 pályaszámú légfékes mozdonyokat a MÁV a Budapest–Dorog-vasútvonalon menetrend szerinti összehasonlító teljesítménypróbáknak vetették alá. A kísérletekben a 3374 pályaszámú IIIq. osztályú és a 7220 pályaszámú Va. osztályú mozdonyok is részt vettek. A kísérleti szerelvények 39–40 tengelyes (kb. 283 t tömegű) személyvonatok voltak. A mozdonyok a vonattovábbítás során vonóhorgukon 300–350 lóerő effektív teljesítményt fejtettek ki. A menetek legjobban az Va., legkevésbé a TV. osztályú mozdonyok kazánját vették igénybe. Az új típusról megállapították, hogy teljesítménye megközelíti a fővonali IIIq. osztályú mozdonyok teljesítőképességét, ráadásul mindkét menetirányban még 80 km/h sebesség mellett is nyugodtan futottak. Emellett kisebb merev tengelytávjuk miatt kevésbé vették igénybe a pályát. Ezáltal a kitűzött feltételnek, hogy leválthassák Va. osztályú mozdonyokat, teljesen megfeleltek.
A kedvező eredmények hatására a vonal összes személyvonatát ezzel a típussal továbbították és azonos kivitelben 1908-ban 74{\displaystyle {}^{2}} szerkezetszámon további 25 db légfékes (7304–7329 pályaszámok) és 30 db kézifékes (7330–7359 és 7364 pályaszámok) példányt rendeltek. A légfékes példányok személyvonati szolgálatra Budapest-Nyugati, a Budapest-Keleti, Jutas és Tapolca fűtőházakhoz kerültek és nagyrészt fővonalakon közlekedtek. A kézifékes példányok a mellékvonalakon az Va. osztályú mozdonyokat váltották eleinte a Károlyváros–Caprag, Eger–Putnok, Alsójeszenő-Anina és a Vác–Balassagyarmat vonalakon, továbbá Szabadka, Újvidék és Nagyszombat fűtőházakhoz tartozó vonalakon, de később az egész országban elterjedtek. A kézifékes változat állománya 1911-ig 74{\displaystyle {}^{4}} szerkezetszámon további 69, (7362–7363 és 7366–7432), míg 74{\displaystyle {}^{5}} szerkezetszámon még 21 mozdonnyal (7360–7361, 7365, 7437–7453, valamint a már említett 7301 pályaszámú jármű) bővült.

## Két-két kísérleti mozdony
A MÁV a TV. osztályú mozdonyokkal is folytatni kívánta a korábban más típusokon a Brotan-kazánok alkalmazásával megkezdett kísérleteit, emellett tapasztalatokat kívánt szerezni e típusoknál is az Európában ekkor már egyre szélesebb körben alkalmazott túlhevítős mozdonyokkal is. Ezért 1911-ben két darab Brotan-kazános telített gőzű kompaund és két, szintén Brotan-kazános túlhevített gőzű ikergépezetes mozdonyra adott megrendelést a Magyar Királyi Állami Vasgyáraknak. Az előbbi változat 92{\displaystyle {}^{1}}, utóbbi 93{\displaystyle {}^{1}} szerkezetszámon készült el. MÁV-nál kijelölt pályaszámaik 7433–7434 és 7435–7436 voltak, azonban e számokat valójában soha nem viselték, hanem az ebben az évben bevezetett új rendszer szerint a telített gőzű változat 375,701–702, a túlhevítős példányok 375,801–802 pályaszámokon álltak szolgálatba. Az előbbi példányok ára 68 605,–, illetve 67 700,– korona, a túlhevítősöké 72 080,–, illetve 71 200,– korona volt.

### A 375,701–702 pályaszámú mozdonyok
Az alkalmazott Brotan-kazán eltért az eddig kipróbáltaktól: itt – a MÁV-nál először – az úgynevezett Brotan–Deffner-kivitelt alkalmazták. Annak érdekében, hogy a hosszkazánt lezáró tűzcsőfalon a nagy előfej-nyílás mellett elegendő tűzcsőtér álljon rendelkezésre, a hosszkazánt két hengerövből készítették és a hátsó öv átmérőjét a tűzcsőfalnál 1300 mm-ről 1480 mm-re növelték, azaz „Wagon-Top” alakúra készítették. A tűzteret még nem burkolták egybe az előfejjel, ezért a második kazánöv vonala az állókazánnál megtörik. A kazántengely magasságát 50 mm-rel megnövelték, míg az állókazán valamivel rövidebb, de több mint 30 cm-rel szélesebb lett, így 2 m²-t meghaladó rostélyt építhettek bele. Az állókazánt 44 db 78/83 mm-es függőleges folytvas cső alkotta, melyek felül a 2 m hosszú, 640 mm belső átmérőjű előfejbe torkolltak.
A tűzcsövek számát 147 db-ra csökkentették. A gőzdóm a kúpos kazánövre került át, míg a homoktartály kissé az első kapcsolt tengely vonala elé került.
A gépezet azonos volt a korábbi változatéval, de a gőzhengereket üresjárati nyomáskiegyenlítő váltóval is ellátták. Ezen kívül a be-, át- és kiömlőcső méretei módosultak.
A jobb súlyelosztás érdekében változatlan teljes tengelytáv mellett a futókerékpárok a keretben 20–20 mm-rel előbbre kerültek és ezért, valamint a szélesebb állókazán miatt a keretkötők helye és a hossztartók alakja is módosult. A mozdonysátor 200 mm-rel lett rövidebb, a víztartályok kicsit hosszabbak, de keskenyebbek is lettek.
A gőzben lévő alkatrészek kenéséről a 375,702 pályaszámú mozdonyoknál egy négynyílású, Friedmann-rendszerű HD jelű dugattyús melegalkatrész-kenőszivattyú gondoskodott. A Westinghouse-rendszerű fékhenger átmérője 13″-ra növekedett.

### A 375,801–802 pályaszámú mozdonyok
Az állókazán és a kazánközépvonal-magasság megegyezett a 375,701–702 pályaszámú mozdonyokéval.
Ennél a változatnál a tűzcsövek számát 75 db-ra csökkentették és az elmaradó tűzcsövek helyére 15 db 117/129 mm-es füstcsövet építettek be, melybe 27/34 mm átmérőjű csövekből álló túlhevítőelemek kerültek. A gőzdóm itt is a kúpos kazánövre került át, míg a homoktartály kissé az első kapcsolt tengely vonala elé került. A tolattyús gőzszabályzó helyett a 375,801 pályaszámú mozdonyon Wagner-rendszerű szelepes gőzszabályzót alkalmaztak. A gőz a szabályozótól a gőzgyűjtőszekrény nedvesgőz-kamrájába, majd a túlhevítőelemeken át a túlhevítettgőz-kamrájába jutott, ahonnan a gőzhengerekhez áramlott. A kazánnyomást a kisebb igénybevétel érdekében 12 barra csökkentették. A füstszekrény 200 mm-rel rövidült mivel a túlhevítőkamrát is itt helyezték el, a kémény 180 mm-rel előbbre került. A túlhevítés szabályozása túlhevítő-védőszekrénnyel és az azon elhelyezett csappantyúkkal történt, melyeket egy kis gőzhenger (az ún. szervomotor vagy automata) mozgatott.
A gépezet is átalakult: mindkét oldalra változatlan löketű, de 410 mm átmérőjű hengerek kerültek. A beömlőcsövek a füstszekrény alsó részén lépnek ki, és két íves szakasz után torkollnak a tolattyúszekrénybe. A gőzhengerek folytvas beömlőcsövei mindkét oldalon 100/110 mm átmérőjűek és 3,5 m hosszúak, szintén folytvas kiömlőcsövei 125/135 mm átmérőjűek és 550 mm hosszúak voltak. A tolattyúk átmérője 200 mm, belső túlfedésük 34 mm, a külső túlfedése 0 értékű lett. Elmaradt az indítókészülék, és a vezérlést is megfelelően módosították. A túlhevített gőz miatt a dugattyúrudak tömszelencéi Schmidt-rendszerű fémtömítéssel készültek.
A gőzben lévő alkatrészek kenéséről egy négynyílású, Friedmann-rendszerű HD jelű dugattyús melegalkatrész-kenőszivattyú gondoskodott. A 375,802 pályaszámú mozdonyt központi acetilénfejlesztő-készülékkel is ellátták. A keret, a futómű, a mozdonysátor és a fékszerkezet megegyezett a 375,701–702 pályaszámú mozdonyokéval.
A 93{\displaystyle {}^{1}} szerkezetszámú típusból 1911-ben hat darabot az Aradi és Csanádi Egyesült Vasutak is beszerzett: a mozdonyokat 53–58 pályaszámokkal állították szolgálatba.

## Sorozatgyártás 1913-ig
Eközben megkezdődött a korábban beszerzett példányok átszámozása és folytatódott a kompaund változat beszerzése. A légfékes példányokat eredeti pályaszámuk növekvő sorrendjében 375,001–027, a kézifékes példányokat pedig 375,301 és 373,303–422 pályaszámokkal látták el. A 375,302 pályaszámon 1911-ben az eredetileg még 1907-ben 7302 pályaszámon megrendelt, még az eredeti, 58 290,– koronás áron, de már 74{\displaystyle {}^{7}} szerkezetszámon elkészült példány állt szolgálatba. 1911-ben még ugyanezen alváltozattal készültek el a 375,028–048 (64 300,– korona áron) és a 375,423–426 pályaszámú (61 290,– korona áron) mozdonyok.
1912-ben a 74{\displaystyle {}^{9}} (375,427–466), végül 1913-ban a 74{\displaystyle {}^{11}} alváltozat (375,049–053 és 375,467–494) beszerzésével zárult le a MÁV kompaund 375-öseinek gyártásának korszaka. Az  375,468 pályaszámtól a gőzhengerek üresjárati munkájának (ellenállásának) csökkentésére szolgáló, a henger elöli és hátuli dugattyúterét összekötő nyitható nyomáskiegyenlítő váltóval is ellátták. A mozdonyok gőzdómjára a rugómérleges szelepek helyett 375,471 pályaszámtól 2 db 3″-os MÁV-rendszerű közvetlen rugóterhelésű biztonsági szelep került. Az utolsó példányok egységára 66 530,–, illetve 63 480,– korona volt.
A hazai magánvasutak is felfigyeltek a TV. osztályú mozdonyok kedvező eredményeire. Az első vásárló a Szamosvölgyi Vasút volt, mely 1910-ben 31 pályaszámmal vásárolta az első, 74{\displaystyle {}^{5}} szerkezetszámú példányt. Másodjára a MÁV 375,302 pályaszámú mozdonyát vette meg és 32 pályaszámon állította szolgálatba. Az SzVV-hez 1911–1912-ben további négy 74{\displaystyle {}^{6,8,10}} szerkezetszámú mozdony érkezett a gyárból, melyek pályaszáma 33–36 lett.
Bár a kompaund változat beszerzését a MÁV csak 1913-ig folytatta, a Győr–Sopron–Ebenfurti Vasút 1914-ben egy 74{\displaystyle {}^{12}} és 1916-ban még egy, 74{\displaystyle {}^{13}} szerkezetszámú mozdony beszerzése mellett döntött: a két jármű a 121–122 pályaszámokat kapta. A GYSEV mozdonyaira az akkoriban a vasútnál használatos Hardy-rendszerű légűrféket szereltek.
A MÁV 7 db kompaund 375-ösét (a 375,367, a 375,370, 375,372, a 375,377–379 és a 375,406 pályaszámú járműveket) utólag Brotan–Deffner-kazánnal látta el.

## Próbamenetek a kísérleti mozdonyokkal
1913–1914-ben augusztus–szeptember hóban a Budapest–Dorog vonalon összehasonlító próbák során mindhárom addig elkészült kivitelt azonos körülmények között részletes vizsgálatoknak vetették alá. A próbameneteken a 375,701, a 375,801 és a 375,016 pályaszámú mozdonyok vettek részt. A kísérleti vonatok 22 és 26 tengelyűek (208, illetve 250 tonna tömegűek) és 50–55 km/h alapsebességűek voltak. A próbák során 6000 kalória fűtőértékű szénkeverékekkel tüzeltek. A mozdonyok vonóhorgon leadott effektív teljesítménye a próbák során megközelítette a 350 lóerőt.
A kísérletek eredményeiből az alábbi következtetéseket vonták le:
- A Brotan-kazánok a Polonceau-rendszerű tűzszekrénnyel szemben nem mutattak semmilyen említhető előnyt.
- A túlhevített gőz alkalmazásával nagyobb teljesítmény érhető el és nagyobb terhelésű vonatok továbbításánál a szénfogyasztás is alacsonyabb a telített gőzű kivitelnél.
- Az ikergépezet a könnyebb indíthatóság miatt a gyakran megálló mellékvonali vonatok továbbításához előnyösebb.

## Szériában a túlhevítős gépek
A kísérletek egészen 1913-ig zajlottak és legfontosabb eredményük az lett, hogy a MÁV attól fogva kizárólag iker-túlhevítős kivitelben rendelte a 375 sorozatú mozdonyait. A következő szállításra 1915-ben került sor, amikor 42 db, Polonceau-rendszerű vörösréz-síktűzszekrényes iker-túlhevítős mozdony hagyta el a gyárat. A 110{\displaystyle {}^{1}} szerkezetszámú, 69 250,– korona egységárú mozdonyok a 375,501–542 pályaszámokon álltak szolgálatba. A tűzcsövek számát 81 db-ra, a füstcsövekét 16 db-ra növelték. A kazántengely magassága és a tűzszekrény elrendezése újra az első széria gépeiét követte. A hosszkazánt két övből szegecselték össze, az egyes övek továbbra is hegesztéssel készültek. A gőzdóm az első kazánövre került, a második kazánövön elöl a keresztben elhelyezett vízszintes Petz–Rejtő-féle víztisztító, mögötte a homoktartály foglalt helyet. A gőzszabályzó immár sorozatban Wagner-rendszerű szelepes kivitelű lett. A gőzhengerek folytvas beömlőcsövei mindkét oldalon 111/121 mm átmérőjűek, a füstszekrényen belül 1,25, azon kívül 1,55 m hosszúak, szintén folytvas kiömlőcsövei 140/152 mm átmérőjűek 1,55 m hosszúak lettek. A tolattyúk átmérőjét 234 mm-re növelték, a belső túlfedés 27 mm lett, a külső túlfedése 0 értékű maradt. A hengeröntvényekre a nagyobb átömlő-keresztmetszetet biztosító ún. kosaras tolattyú-légszelepeket szereltek. A mozdonyokat az utolsó két példány kivételével újra légfék nélkül, csak kézifékkel felszerelve szállították.
A Szamosvölgyi Vasút 1915-ben 110{\displaystyle {}^{1}} szerkezetszámú változatból is beszerzett három példányt. E mozdonyok pályaszáma 37–39 lett.

## Újra Brotan-kazánnal
1916-tól a háború miatt fokozódó vörösréz-hiány miatt a 375-ösök esetében is áttértek a Brotan-kazános kivitel gyártására. A 110{\displaystyle {}^{1}} szerkezetszámnál alkalmazott gépezeti módosításokat megtartották, de a 93{\displaystyle {}^{1}} szerkezetszám kazánjától eltérően a korábbi szériákéhoz hasonló keskenyebb és hosszabb állókazánnal és alacsonyabb kazántengely-magassággal készült. A Brotan-csövek száma 42 db lett, az előfej 2,05 m hosszú, 600 mm átmérőjű lett. A hosszkazánba 79 db tűzcső és 18 db füstcső került. A beömlőcsövek 110/120 mm átmérővel, a füstszekrényen belül 760, azon kívül 1350 mm hosszúsággal, a kiömlőcsövek 140/150 mm átmérőjűek 1,34 mm hosszúsággal készültek.
A Gépgyár 115{\displaystyle {}^{1}} szerkezetszámmal jelölt alváltozatból 1916-ban 18 db-ot (375,803–820), a 115{\displaystyle {}^{2}}-ből 1916–1917-ben 43 db-ot (375,821–860 és 375,891–893) szállított a MÁV-nak. A 375,803–860 számú, valamint 375,891 pályaszámtól kezdődően a mozdonyokba Stein-rendszerű vízelválasztót szereltek.
Mivel a háború miatt a Magyar Királyi Állami Vasgyárak kapacitásának felső határán dolgozott, ezért a 115{\displaystyle {}^{2}} szerkezetszámú gépek közül 1916-ban 15 db-ot a MÁV Északi Főműhelye (375,861–875), szintén 15 db-ot pedig 1917–1918-ban a MÁV Istvántelki Főműhelye (375,876–890) készített el.
A MÁV a 375,806–807 pályaszámú mozdonyait eladta az Arad–Csanádi Egyesült Vasutaknak, mely a két mozdonyt 59–60 pályaszámokkal vette állagba.
Az első világháború alatt a MÁV nem tudott magas lobbanáspontú hengerolajokhoz hozzájutni. Emiatt a túlhevítős 375 sorozatú mozdonyoknál 1917-től három túlhevítőelem kiszerelésével a túlhevítés hőfokát átmenetileg kb. 300 °C-ra csökkentették, az új szállítású mozdonyoknál pedig helyüket csak előkészítették.
Komoly probléma jelentkezett a Brotan-kazánok karbantartásánál a tűzszekrény-csőfal alsó hajlásánál felszaporodott és nehezen eltávolítható lerakódások miatt. Ennek könnyebb eltávolíthatósága érdekében 1918-tól a 375 sorozatú mozdonyoknál a függőleges középvonaltól számított harmadik tűzcsősor legalsó elemeit jobb és bal oldalon (összesen tehát két tűzcsövet) kiszerelték és helyüket lezárták, továbbá a kimosónyílások számát összesen hárommal bővítették. A kazánok tönkremenetelét megelőzendő az intézkedés gyors végrehajtását repülőbrigádok segítették a fűtőházakat sorra járva.
A MÁV mozdonyainak nagyjavítását műhelyei között 1918-tól nem területenként, hanem típusonként osztotta el. A 375 sorozat mozdonyainak nagyjavítására
- az Északi Főműhelyt,
- az Istvántelki Főműhelyt,
- a Debreceni Műhelyt és
- a Temesvári Műhelyt jelölték ki.

A Magyar Királyi Állami Vasgyárak 115{\displaystyle {}^{3}}-ból 1917-ben 3 db-ot épített a k. u. k. Militärbahn Banja Luka–Doberlin (Dobrljin) vonalára, 11–13 pályaszámokkal és 2 db a Diósgyőri Vasmű iparvasútja számára 23–24 pályaszámokkal. Ugyanebből a típusváltozatból a MÁV 1918–1919. évi szállítással 50 db-ot (375,894–943) rendelt, melyek már a kisebb súrlódású keskenygyűrűs tolattyúkkal készültek.
E mozdonyok kiszállításába azonban már beleszólt a történelem: a gyárudvaron befűtött 375,932 és 375,934 pályaszámú mozdonyokat lefoglalta és egyből magával vitte a Budapestet megszálló román hadsereg. Ugyanerre a sorsra jutott a két diósgyőri jármű is.

## A két háború között
A vesztes első világháború után az elszakított területeken maradt, majd a tanácsköztársaság bukását követő román megszállás során elhurcolt járművek között a MÁV 375 sorozatú mozdonyainak nagy része is az újonnan meghúzott határokon túlra került. Az 1919-ben meglévő 425 mozdony végső eloszlása az alábbiak szerint alakult:
- MÁV: 109 db,
- CFR: 181 db,
- ČSD: 36 db,
- SHS: 98 db,
- PKP: 1 db.

A megmaradt 375-ösök is többnyire a korszerűtlenebb telített gőzű változatból kerültek ki. A 375,501–542 pályaszámú járművek közül például egyetlenegyet sem ítéltek Magyarországnak.
Az SzVV vonalaival és mozdonyaival együtt román területre került, de a csak részben elcsatolt területen működő ACsEV összes mozdonyát is magukkal vitték a román csapatok.
A rossz minőségű hengerolaj és a széles tolattyúgyűrűk költséges fenntartása ösztönözte a MÁV-ot arra, hogy megmaradt széles tolattyúgyűrűs túlhevítős mozdonyok tolattyúit is keskenygyűrűs kivitelűre alakítsa át. Ezt az 1920-ban elrendelt módosítást az Államvasutak egybekötötte a túlhevítős mozdonyai tolattyúméreteinek szabványosításával. Ennek során a 375-ösök tolattyú-átmérői és a túlfedések értékei is változatlanok maradtak. A tolattyúk átalakítását követően a korábban kiszerelt túlhevítőelemeket újra visszaszerelték.
A 375 sorozatú mozdonyok MÁV által engedélyezett vonatterheléseit – melyek kiviteltől függetlenül azonosak voltak – az alábbi táblázat szemlélteti:
| A 375 sorozatú mozdonyok engedélyezett vonatterhelései | A 375 sorozatú mozdonyok engedélyezett vonatterhelései | A 375 sorozatú mozdonyok engedélyezett vonatterhelései | A 375 sorozatú mozdonyok engedélyezett vonatterhelései | A 375 sorozatú mozdonyok engedélyezett vonatterhelései | A 375 sorozatú mozdonyok engedélyezett vonatterhelései |
| Pálya- emelkedés                                       | 20 km/h                                                | 30 km/h                                                | 40 km/h                                                | 50 km/h                                                | 60 km/h                                                |
| ------------------------------------------------------ | ------------------------------------------------------ | ------------------------------------------------------ | ------------------------------------------------------ | ------------------------------------------------------ | ------------------------------------------------------ |
| 0– 3‰                                                  | 930 t                                                  | 845 t                                                  | 630 t                                                  | 480 t                                                  | 330 t                                                  |
| 3– 5‰                                                  | 760 t                                                  | 705 t                                                  | 570 t                                                  | 445 t                                                  | 300 t                                                  |
| 5– 7‰                                                  | 610 t                                                  | 580 t                                                  | 500 t                                                  | 400 t                                                  | 300 t                                                  |
| 8–10‰                                                  | 420 t                                                  | 410 t                                                  | 380 t                                                  | 305 t                                                  | 255 t                                                  |
| 14–16‰                                                 | 250 t                                                  | 245 t                                                  | 240 t                                                  | 220 t                                                  | 190 t                                                  |
| 25‰                                                    | 130 t                                                  | 130 t                                                  | 125 t                                                  | 125 t                                                  | 125 t                                                  |

### Újabb mozdonyok a hazai vasutak számára
A román megszállás végéig el nem készült 375-ösök szállítása az eredeti tervekkel ellentétben 1921-ig elhúzódott. Bár a vasúti forgalom jelentősen lecsökkent, a korszerű mellékvonali mozdonyokból mégis hiány mutatkozott az utódállamoknak ítélt nagyszámú jármű következtében. A hiány enyhítésére további 30 db 375-ös megrendelésére került sor. Az 1922–1923 között üzembe helyezett járművek 110{\displaystyle {}^{2}} szerkezetszámmal készültek, azaz Polonceau-rendszerű síktűzszekrényes állókazánt kaptak. Pályaszámuk ennek megfelelően 375,543–572 lett.
A MÁV 442 és 328 sorozatú mozdonyainak túlhevítőinél már nem alkalmazott csappantyúkat és e járművek túlhevítőelemei nem károsodtak a korábbiaknál nagyobb mértékben. Ezt figyelembe véve, valamint a szervomotorok működésében felmerült nehézségek miatt az új szállítású 375 sorozatú mozdonyok túlhevítőit csappantyúk és szervomotor nélkül szállították.
A füstszekrénybe Neugebauer-rendszerű szikrafogót szereltek, mely ugyanilyen rendszerű kéményhez csatlakozott.
Ezen kívül több korszerű berendezést, így Friedmann-rendszerű NS osztályú nyolcnyílású melegkenő-szivattyút, tolattyúszekrény-légszelepet, kazánlefúvató-tolattyúkat szereltek rájuk. A mozdonyokat MÁV-rendszerű víztisztítóval és Westinghouse-rendszerű légfékkel is ellátták.
Két hazai magánvasút is szerzett be 375 sorozatú mozdonyt ebben az időszakban: a GYSEV már a harmadik, immár 110{\displaystyle {}^{3}} szerkezetszámú, azaz iker-túlhevítős, Polonceau-tűzszekrényes ilyen típusú mozdonyát állította szolgálatba 1925-ben, 123 pályaszámmal. Ezt a példányt is Hardy-rendszerű légűrfékkel látták el, a kazánra pedig Titan-rendszerű víztisztítót szereltek.
Ugyanebben az évben az ACsEV (melynek Romániához került vonalait ekkorra már államosították) is forgalomba állított 3 db ugyanilyen típusú mozdonyt. A társaság ebben az időszakban – lévén saját korábbi járművei teljes egészében a CFR-hez kerültek – súlyos vonóerő-hiánnyal küzdött, melynek kezelésére mozdonyokat is kellett bérelnie. A három új mozdony pályaszáma (talán az SzCsV üzemvitelét ellátó GYSEV hatására) 121–123 lett. Az ACsEV jogutódja, a Szeged–Csanádi Vasút 1927-ben még 3 db volt ACsEV-es ilyen típusú (és még három egyéb típusú) mozdonyt kapott vissza a CFR-től: az 53, és 57–58 pályaszámú mozdonyok az eredeti pályaszámaikon álltak üzembe.

### Üzemük a MÁV-nál a '20-as–'30-as években
A MÁV az itthon maradt és újonnan beszerzett mozdonyait 1926. január 1-jétől új pályaszámcsoportokba tervezte sorolni. Az itt maradt
- 60 db telített gőzű síktűzszekrényes kompaund mozdony kijelölt pályaszámtartománya a 375,301–360,
- a telített gőzű Brotán-kazános kompaund mozdonyoké 375,476–480,
- a túlhevített gőzű síktűzszekrényes ikergépezetűeké 375,501–530, míg
- a túlhevített gőzű Brotan-kazános ikergépezetűeké 375,801–852 lett volna.

Az átszámozást végül nem hajtották végre.
A Magyarországon üzemelő 375-ösök 1920-as–30-as évekbeli eloszlását az alábbi táblázat szemlélteti:
| A MÁV 375 sorozatú mozdonyainak állomásítása az 1920–30-as években | A MÁV 375 sorozatú mozdonyainak állomásítása az 1920–30-as években | A MÁV 375 sorozatú mozdonyainak állomásítása az 1920–30-as években | A MÁV 375 sorozatú mozdonyainak állomásítása az 1920–30-as években | A MÁV 375 sorozatú mozdonyainak állomásítása az 1920–30-as években |
| Honállomás                                                         | 1927. május                                                        | 1929. április                                                      | 1930. február                                                      | 1933. január                                                       |
| ------------------------------------------------------------------ | ------------------------------------------------------------------ | ------------------------------------------------------------------ | ------------------------------------------------------------------ | ------------------------------------------------------------------ |
| Budapest-Északi                                                    | –                                                                  | 4                                                                  | 9                                                                  | 12                                                                 |
| Cegléd                                                             | –                                                                  | –                                                                  | –                                                                  | 1                                                                  |
| Hatvan                                                             | –                                                                  | –                                                                  | –                                                                  | 1                                                                  |
| Győr                                                               | 10                                                                 | 8                                                                  | 9                                                                  | 5                                                                  |
| Vác                                                                | 8                                                                  | 6                                                                  | 8                                                                  | 7                                                                  |
| Esztergom                                                          | 3                                                                  | 4                                                                  | –                                                                  | 10                                                                 |
| Budapest-Déli                                                      | –                                                                  | –                                                                  | –                                                                  | 1                                                                  |
| Székesfehérvár                                                     | 6                                                                  | 6                                                                  | 6                                                                  | 3                                                                  |
| Balassagyarmat                                                     | 14                                                                 | 13                                                                 | 11                                                                 | 11                                                                 |
| Adony-Szabolcs                                                     | 1                                                                  | –                                                                  | –                                                                  | 3                                                                  |
| Kiskunhalas                                                        | 7                                                                  | 10                                                                 | 10                                                                 | 8                                                                  |
| Hegyeshalom                                                        | 7                                                                  | 7                                                                  | 7                                                                  | 5                                                                  |
| Szombathely                                                        | 4                                                                  | 5                                                                  | 4                                                                  | 3                                                                  |
| Jutas/Veszprém-külső                                               | 16                                                                 | 15                                                                 | 16                                                                 | 18                                                                 |
| Miskolc                                                            | 3                                                                  | 1                                                                  | 1                                                                  | 1                                                                  |
| Szerencs                                                           | –                                                                  | 1                                                                  | –                                                                  | –                                                                  |
| Barcika                                                            | 4                                                                  | 4                                                                  | 4                                                                  | 5                                                                  |
| Eger                                                               | 17                                                                 | 17                                                                 | 15                                                                 | 15                                                                 |
| Gyöngyös                                                           | –                                                                  | 2                                                                  | 2                                                                  | –                                                                  |
| Bánréve                                                            | 6                                                                  | 6                                                                  | 7                                                                  | 6                                                                  |
| Dombóvár                                                           | 8                                                                  | 5                                                                  | –                                                                  | –                                                                  |
| Pécs                                                               | 12                                                                 | 7                                                                  | 10                                                                 | 15                                                                 |
| Bátaszék                                                           | ..                                                                 | ..                                                                 | 10                                                                 | 11                                                                 |
| Siklós                                                             | ..                                                                 | ..                                                                 | 4                                                                  | –                                                                  |
| Szeged                                                             | ..                                                                 | 9                                                                  | 10                                                                 | 12                                                                 |
| Békéscsaba                                                         | ..                                                                 | 5                                                                  | 4                                                                  | 4                                                                  |

Az 1930-as évek közepén a Polonceau-tűzszekrényes 375-ösök havi átlagos futásteljesítménye 2528 km, a Brotan-kazánosoké 2780 km volt – mellékvonali üzemüket figyelembe véve tekintélyes volt.

### Haladva a korral
A MÁV a 375 sorozatú mozdonyokon is igyekezett az üzembe helyezés óta eltelt időben sikeresen kipróbált, a mozdonyok hatásfokát és üzemét javító megoldásokat alkalmazni.
Az iker-túlhevítős 375-ösöket a MÁV többi korszerű mozdonyához hasonlóan a hatásfok javítására Friedmann–Metcalfe-rendszerű LF osztályú VII/7. számú fáradtgőz-lövettyűvel látta el, melyet a bal oldali frissgőz-lövettyű helyére szerelték fel. A berendezés a szénfogyasztást 6–9%-kal csökkentette.
A túlhevítős mozdonyok védőszekrény-csappantyúit leszerelték, a szervomotor gőzhengerét kiiktatták.
A kompaund gépezetű mozdonyok tűzszekrény-oldalfalai hajlamosak voltak kidomborodni, szélső esetben pedig az ajtó- és csőfal karimája mentén elrepedni. Emiatt 1926-tól a tűzszekrénylemezek 14 mm-ben előírt vastagságát 16 mm-re növelték.
1927-től a kompaund gépezetű mozdonyok tolattyúinál is megkezdődött a keskeny tolattyúgyűrűk alkalmazása.
Az először a 328 sorozatú, majd az utolsó szállítású 324 sorozatú mozdonyok egy részén kedvező eredménnyel kipróbált megoldást követve, 1929-től fokozatosan a 375-ös mozdonyokat is Wagner-rendszerű szelepes gőzszabályzóval szerelték fel. Az első évben 10 db iker-túlhevítős és 5 db kompaund példányt szereltek fel ilyen szabályozóval.
Ugyanezen évtől kezdve a csak kézifékkel rendelkező mozdonyokra megkezdték a Westinghouse-rendszerű légfék felszerelését. A kompaund mozdonyok Nathan-rendszerű kenői helyett hat nyílású Friedmann-rendszerű N osztályú dugattyús melegalkatrész-kenőszivattyúk felszerelését kezdték meg.
1930-tól a víztisztítós gépek hosszkazánjánál lévő forgós kazánlefúvató-váltókat 40 mm-es kazánlefúvató-tolattyúkra cserélték és a mozdonyokat kombinált locsolóval, valamint 24 nyílású Süss–Friedmann-rendszerű FSA-jelű hidegkenő-szivattyúval is ellátták. Ugyanezen évtől a légfékes 375-ösök Westinghouse-légszivattyúit is Friedmann-rendszerű Dk-jelű kenőszivattyúval látták el és Olva visszacsapószelepeket szereltek fel.
1933-tól a dugattyúk keresztfejhez csatlakozó végének méretét megnövelték.
A Duna–Száva–Adria Vasút mozdonyain alkalmazott kivitelt átvéve 1934-től a dugattyúrudakra a jóval olcsóbb és kevesebb karbantartást igénylő D.S.A.-rendszerű öntöttvas tömítések kerültek.
1937-től a 375 sorozatú mozdonyok elöli keretmerevítését megerősítették.
1939-től a Ricour–szeleppel szállított példányok ilyen szelepeit a nagyobb átömlő-keresztmetszetet biztosító ún. kosaras tolattyú légszelepekre cserélték. Ez utóbbi megoldás azonban a kompaund mozdonyok kisnyomású hengereinél és az üresjárati nyomáskiegyenlítővel el nem látott példányok mindkét hengerénél szeleptörésekhez vezetett, így ezeknél visszaszerelték a Ricour–szelepeket.

### Románia
A CFR a MÁV-eredetű mozdonyokat az eredeti sorozatjel és pályaszámok megtartásával üzemeltette tovább. Az SzVV, az ACsEV és a Diósgyőri Vasmű ilyen típusú mozdonyait pedig szintén 375 sorozatjellel, pályaszámként pedig mögéje írva az eredeti kétjegyű pályaszámmal (pl.: SzVV 31 → CFR 375.31) vette állagba. A 375-ösök a 131 sorozat 1939-es megjelenéséig a CFR legfontosabb mellékvonali mozdonysorozata volt. Honos fűtőházuk Arad, Temesvár, Kolozsvár, Dés, Brassó és Nagyszeben voltak, ahonnan személy-, vegyes- és tehervonati szolgálatot teljesítettek.

### Csehszlovákia
A ČSD az első években szintén a korábbi sorozat- és pályaszámokon üzemeltette a járműveket. A Monarchia vasúttársaságai járműparkjának végleges felosztása után, 1925-ben a mozdonyok eredeti pályaszámuk szerint emelkedő számsorrendben a 331.001–36 pályaszámokat kapták. A típus a Csehszlovák Államvasutaknál is kitűnően bevált: a 423 sorozat mellett ez a típus lett a ČSD legkedveltebb mellékvonali mozdonytípusa. Méretéhez képest meglepően erős, helyesen szerkesztett, egyszerűen kezelhető mozdonynak tartották.
Az első bécsi döntést követően a MÁV-nak át nem adott 22 példányt a Szlovák Vasutak (SŽ) változatlan pályaszámon vette állagba.

### Jugoszlávia

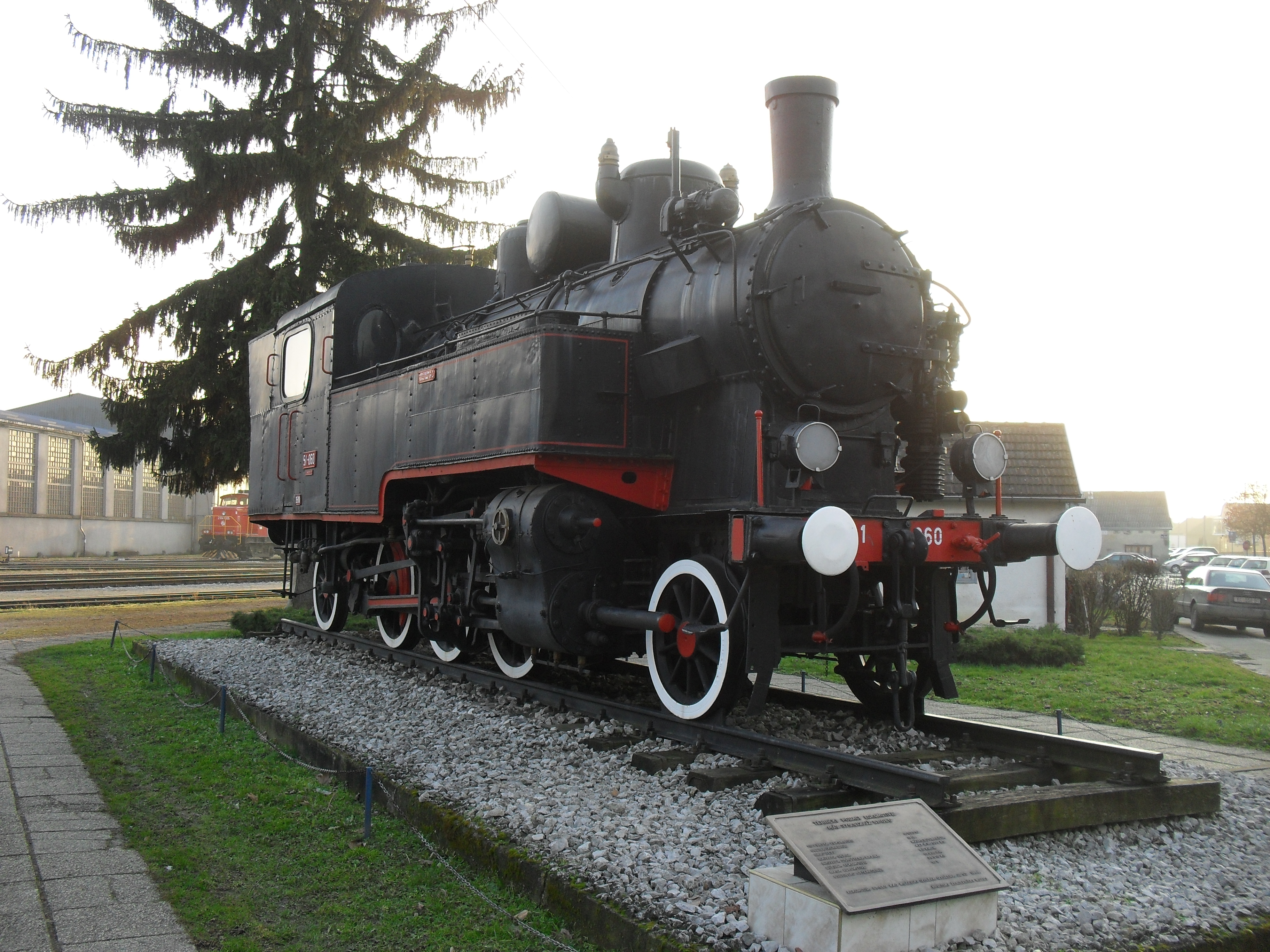
Kiállított 375 sorozatú mozdony a horvátországi Belovárban

Az SHS eredeti pályaszámain vette állagba a mozdonyokat. Háborús jóvátételként a Magyar Királyi Állami Vas-, Acél- és Gépgyárak 1925–1926-ban 30 db 110{\displaystyle {}^{4}} szerkezetszámú mozdonyt szállított az SHS-nek, melyeket 375,951–980 pályaszámokon állítottak szolgálatba. Az SHS utódjánál, a JDŽ-nél 1933-tól
- a jóvátételben szállított mozdonyok az 51-001–030,
- a MÁV-eredetű iker-túlhevítős példányok az 51-031–062, míg
- a MÁV-eredetű telített gőzű kompaund gépek az 51-063–128 pályaszámokon üzemeltek tovább.

Délszláv tulajdonba került a k. u. k. Militärbahn mindhárom ilyen típusú mozdonya is, melyeket az SHS szintén eredeti pályaszámain vette állagba. A JDŽ 1933-ban 155-001–003 számokat adta nekik, majd 1938-tól az 51-129–131 pályaszámokat viselték.

## „Repartíciós” mozdonyok és a második világháború évei
A MÁV mozdonyállaga – így a 375 sorozatú mozdonyok száma is – jelentősen bővült a bécsi döntések és Bácska visszacsatolása következtében. Így:
- a ČSD 14 db-ot adott át,
- míg a JDŽ-től a délvidéki bevonuláskor 12 db, valamint a még abban az évben megszületett Római Egyezmény alapján további 1941. október elején 5 db mozdony is[21] a MÁV-hoz került. Ez utóbbiakból 1941. november 12-én 3 db-ot átadtak az SDŽ-СДЖ-nek.

Valamennyi MÁV-eredetű mozdony az eredeti MÁV-pályaszámát kapta vissza. A Jugoszláviától Magyarországnak ítélt mozdonyok többsége (10 db) azonban a jóvátételi szériából származott. E mozdonyokat a MÁV eredeti számaik növekvő sorrendjében a 375,587–596 pályaszámokon vette állagba.
A MÁV 1940-ben megkezdte a telített gőzű kompaund 375-ösök iker-túlhevítőssé alakítását. Az átalakított mozdonyok új pályaszámot kaptak: a síktűzszekrényes példányok számozásukat átalakításuk sorrendjében 375,601-től kezdődően kapták. A háború végéig összesen 37 db síktűzszekrényes és két Brotan-kazános korszerűsített mozdony készült el. Ez utóbbi példányok új pályaszáma az új gyártásúként kiadott legutolsó kiadott ilyen kazános mozdony száma után következő 375,944–945 lett.
A második bécsi döntés során visszakerült területeken Románia csak minimális mennyiségű és jórészt üzemképtelen mozdonyt hagyott. A mozdonyhiány enyhítésére a MÁV 14 db 110{\displaystyle {}^{6}} szerkezetszámú mozdonyt vásárolt a Magyar Királyi Állami Vas-, Acél- és Gépgyáraktól, melyeket 1941-ben 375,573–586 pályaszámokon állította forgalomba. A mozdonyok kivitele megegyezett az 1922–1923-as változattal, egyedül a Petz–Rejtő-rendszerű víztisztítót váltotta fel a MÁV-rendszerű zuhatagos kivitel, továbbá a hátsó szélvédőkre védőrács került, mivel szénszereléskor azok nemritkán betörtek.
A fűzfői Nitrochemia Ipartelepek Rt. is vásárolt a Magyar Királyi Állami Vas-, Acél- és Gépgyáraktól egy 110{\displaystyle {}^{5}} szerkezetszámú mozdonyt, túlhevítő nélküli, villanyvilágítással készült kivitelben az üzem iparvágányainak kiszolgálására.
A MÁV 375-ösei közül 1943-ban 25 db Dés, 22 db Veszprém-külső, 15 db Bátaszék, 14 db Pécs, 13 db Szabadka, 10 db Eger, 8–8 db Szeged és Máramarossziget, 7 db Balassagyarmat, 6–6 db Budapest-Északi,Székesfehérvár, Dombóvár, Vác és Érsekújvár, 4–4 db Kisterenye, Bánréve, Pusztaszabolcs és Szombathely, 3–3 db Hegyeshalom, Kisilva és Miskolc, 2–2 db Újvidék, Szentes, Komárom és Csáktornya, míg 1–1 db Marosvásárhely, Gyöngyös és Csap fűtőházhoz tartozott.
A tapasztalatok szerint a telített gőzű kompaund 375 sorozatú mozdonyok a háború éveiben 100 elegytonna-kilométerenként 14,7–16,5 kg szenet és 5,6 gramm meleg-, valamint 11,5 gramm hidegkenő-olajat fogyasztottak, míg a túlhevítős változatok ugyanezen adatai 14,4–14,6 kg szén és 4,5 gramm meleg-, valamint 12,5 gramm hidegkenő-olaj volt.

### A többi délszláv 51-es a háború alatt
A már említett Római Egyezmény rendelkezései nyomán a JDŽ 51 sorozatú mozdonyaiból hazánkon kívül
- Horvátország 63,
- Szerbia 46,
- Németország 8 db-hoz jutott.

A HDŽ és az SDŽ-СДЖ az addigi pályaszámon üzemeltette tovább a mozdonyait, míg a DRB a nyolcból hét járművet a 90 1101–1107 pályaszámokon vett állagba.
A jól bevált típusból a HDŽ a háború alatt 15 db új példányt is rendelt, melyeket magyar tervek alapján a bródi mozdonygyár készített el 1942–1944-ben. A mozdonyok az 51.132–146 pályaszámokat kapták.

## A második világháborút követő évek
A harcok befejezése és az országhatárok 1945. júniusi „megszilárdulása” után a MÁV-cégjelű 375 sorozatú mozdonyok közül 68 db maradt csak az újra hivatalossá vált trianoni határok között. Ezek közül
- 25 db működőképes volt,
- 10 db javítás alatt állt,
- 33 mozdony javítatlanul félre volt állítva.

Ez utóbbiak közül tizenöt mozdony „roncs”, azaz erősen sérült, hiányos állapotú volt, de a többiről is hiányoztak kisebb armatúrák, sőt akár komolyabb gépelemek is.
A fentieken kívül 19 db CFR-cégjelű (ebből 13 db működőképes) példány, valamint 5 db SDŽ-СДЖ 51 sorozatú (ebből egy működőképes) mozdony is az országban volt.
Huszonhárom MÁV- és tíz CFR-cégjelű 375-ösre a Vörös Hadsereg „T–CCCP” hadizsákmány-jele (T=трофейный, azaz zsákmány) került.

### A „restitúció”
Már 1945-ben megkezdődtek az egyes országok között kisebb járműcserék, mely az idegen eredetű mozdonyok korábbi (alapvetően a háború és a repartíciók előtti) tulajdonosa részére történő visszaszolgáltatást jelentette. 1945 augusztusában két (köztük egy jugoszláv repartíciós) 375-ös került haza osztrák területről, míg a MÁV 1946 februárjában egy példányt adott vissza a CFR-nek.
Az SzCsV-t 1945-ben állami kezelésbe vették, így mozdonyai a MÁV állagába kerültek át.
A háború után az országgyarapodás és a harci cselekmények során állagba került járműveket bizonytalan jogi státuszuk miatt a MÁV elkülönítve tartotta nyilván. Így például 1946-ban
- 72 db törzsállagba tartozó[22] (ebből 19 db „T-jelű”, 1 db időközben Ausztriából hazatért),
- 6 db SzCsV-eredetű,
- 8 db jugoszláv (ebből 3 db „T-jelű”) és 8 db csehszlovák repartíciós (ebből 1 db „T-jelű”),
- 20 db CFR-cégjelű (ebből 10 db „T-jelű”)

375-ös és egy JDŽ 51-es volt megtalálható a hazai hálózaton, melyek közül 4 db Kecskemét, 7 db Pusztaszabolcs, 6 db Bátaszék, 3 db Szolnok, 15 db Vác, 5 db Eger, 8 db Szombathely, 19 db Veszprém, 4 db Hegyeshalom, 9 db Pécs, 6 db Debrecen, 2 db Kiskunhalas, 2 db Kiskunfélegyháza, 7 db Balassagyarmat, 3 db Bánréve, 5 db Mezőhegyes, 3 db Székesfehérvár, míg 1–1 db Nyíregyháza, Kalocsa, Tiszafüred és Szeged honállomású volt. Repartíciósként tartották nyilván azokat az iker-túlhevítőssé átépített példányokat is, melyeket repartíciós mozdonyokból építettek át.
Az 1947-ben megkötött magyar-szovjet járműegyezmény nyomán a területi revíziók előtt is magyar tulajdonban volt járművekről a „T”-jelet eltávolíthatták.
A már említett járműcserék, valamint az egyes országok között, a háború alatt összekeveredett járműpark rendezéséről, „restitúciójáról” született megállapodások nyomán az említetteken kívül
- 1948 augusztusa és novembere között Ausztria szovjet megszállási övezetéből 8 db (közte egy csehszlovák repartíciós és egy CFR-cégjelű),
- 1949 novembere és 1950 márciusa között a Németország szovjet megszállási övezetéből 13 db,
- 1950 májusa és 1951 júniusa között Ausztria bizóniai övezetéből szintén 6 db (ebből egy a balatonfűzfői Nitrochemia tulajdonában volt, melyet hazatérése után az üzemnek átadtak),

375-ös tért haza.
Ugyanakkor a magyar állam
- 1945 októberében 2 db 51 sorozatú mozdonyt adott vissza az újra megalakult JDŽ-nek, valamint
- 1947 októbere és decembere között 12 db (köztük 4 „T”-jelű), korábban CFR-tulajdonú 375-öst adott vissza Romániának

A mozdonyokra 1947-től új, kétrészes ellenforgattyúk és módosított ellenforgattyú-vonórudak kerültek, 1949-től pedig az 1941 előtt gyártott példányok szénszereléskor rendszeresen betörő hátsó szélvédői elé védőrácsot szereltek.

### Az új és „új” példányok
Az első hároméves terv keretében a MÁV összesen húsz darab 110. szerkezetszámú mozdonyt vásárolt a MÁVAG-tól.
- Az 1948-ban üzembe helyezett kilenc példány a 375,651–659, míg
- az 1949-ben átadott tizenegy mozdony a 375,660–670 pályaszámot kapta.

A hazánkban maradt, eredetileg repartíciós mozdonyok közül a „T”-jellel el nem látott példányokat, összesen 6 db 375-öst 1948-ban a MÁV úgynevezett szabványosító átalakításnak vetett alá, melynek deklarált célja az volt, hogy a mozdonyok lehetőség szerint azonos kivitelűek legyenek a végig a MÁV-nál szolgált példányokkal (pl. a szomszéd vasutak által végrehajtott átalakítások eltüntetése, magyar nyelvű feliratok alkalmazása). Ezeket a mozdonyokat új pályaszámokkal látták el:
- Két példány telített gőzű kompaund mozdony volt, ezeknek az eredetileg ki nem adott 375,055–056 pályaszámokat jelölték ki. Utóbbit azonban végül iker-túlhevítősre átépítve, 375,648 pályaszámmal adták ki. Egy további, eredetileg szintén kompaund gép szintén iker-túlhevítős mozdonyként, 375,646 pályaszámon hagyta el a műhelyt.
- Egy síktűzszekrényes, eredetileg is iker-túlhevítős példány a háborús roncs 375,566 jelű mozdony pályaszámára, hat további ilyen példány a 375,641–645 és 375,647 pályaszámokra került. (Érdekes, hogy ez utóbbiak közül három iker-túlhevítőssé átalakított példány volt, tehát nemrég kapott új, a 375,600-as csoportban pályaszámot.)
- Két Brotan-kazános iker-túlhevítős gép pedig az ilyen alsorozatú gépek soron következő, eddig fel nem használt 375,946–947 pályaszámait kapta.

Egy CFR-tulajdonú telített gőzű kompaund mozdony pályaszámát 375,337-re, egy korábban már iker-túlhevítősre alakított mozdony eredeti pályaszámára helyesbítve a mozdonyt a MÁV törzsállagába vették át.
A 375,630 hibásan, CFR-cégjellel szerepelt a kimutatásokban, ezt a mozdonyt ezen a számán helyezték át a MÁV-törzsállagba.
Átszámozásra kerültek az SzCsV-től átvett mozdonyok is. A 93. szerkezetszámú 53, 57 és 58 pályaszámú mozdonyok – tekintettel Brotan-kazános, iker-túlhevítős kivitelükre a 375,948–950, míg a 110. szerkezetszámú, síktűzszekrényes 121–123 pályaszámúak a 375,597–599 pályaszámokat kapták.

## Az ötvenes évek
A mozdonyok állagrendezése az 1950-es évek első felében is folytatódott. A MÁV 1951 augusztusában egy példányt visszaadott a ČSD-nek. Az NSZK-ból 1952-ben 4 db elfogadható állapotú, a PKP-től 1952-ben 7 db, míg 1953-ban 5 db üzemképtelen, lefosztott 375-ös került még haza. Ez utóbbiak között egy CFR-eredetű gép is volt, melyet a MÁV kijavítása után 376,951 pályaszámon állította forgalomba. A hat, még itt levő CFR 375-öst a MÁV 1951-ben átcégjelezte és saját állagába sorozta, de külön nyilvántartásuk csak 1959-ben, a két állam egymással szemben fennálló további követeléseiről való kölcsönös lemondással szűnt meg. 

### Új mozdonyok a MÁV és az iparvállalatok részére. A „kétcsillagos” mozdonyok
1950-ben a MÁV tíz db új 375 sorozatú mozdonyt kapott. A 110. szerkezetszámú gépek a 375,671–680 pályaszámokat kapták.
Az Ózdi Kohászati Üzemek (OKÜ) ugyanebben az évben három (31–33 pályaszámok), míg a Mosonmagyaróvári Timföldgyár (MOTIM) és a Nitrokémia egy-egy (375-1, illetve 375-II pályaszám) 110{\displaystyle {}^{10}} szerkezetszámú példányt állított forgalomba.
A Nehézipari Központ (NIK) saját iparvállalatai részére 16 db 110{\displaystyle {}^{10-12}} szerkezetszámú mozdonyt vásárolt:
- 1951-ben a 375,602,
- 1952-ben a 375,601 és 375,603–613 pályaszámú mozdonyokat adta át a MÁVAG;
- szintén 1952-ben készült el a Diósgyőri Gépgyár 6531 pályaszámú[23] és
- a Tiszai Vegyi Kombinát {\displaystyle {\tfrac {\mathrm {375} }{\mathrm {110\ I} }}} és {\displaystyle {\tfrac {\mathrm {375} }{\mathrm {110\ II} }}} pályaszámú gépei.

A 110{\displaystyle {}^{11-12}} szerkezetszámú mozdonyok széntartóját megmagasították és a hordrugók átmérlegelésével a tapadási tömeget 35 tonnára, a mozdony tengelyterhelését 12 tonnára növelték. A járművek vezérművét is módosították. Ezt a 16 mozdonyt azonban a MÁV jelentős mozdonyhiánya miatt felsőbb utasításra 1952-ben az Államvasutaknak át kellett adni. A mozdonyok részben a vasút számozási rendszerétől idegen, részben már más gépeken használt pályaszámaik miatt új számokat kaptak: még ebben az évben a 375,681–696 pályaszámokra számozták át őket.
A 375,675 pályaszámú mozdony 1953-ban egy kiterjedtebb mozdonycsere részeként a GYSEV tulajdonába került, ahol az a 124 pályaszámot kapta.
A NIK által épített Sztálin Vasmű forgalmának ellátására az üzemet kiszolgáló MÁV is 8 db új, 110{\displaystyle {}^{11-12}} szerkezetszámú mozdonyt kapott. A mozdonyokat új pályaszámcsoportba sorolták:
- 1951-ben a 375,2001,
- 1952-ben a 375,2002–2008 pályaszámú mozdonyok álltak forgalomba.

Ezeket a mozdonyokat nem hivatalosan 375** sorozatúnak, vagy „kétcsillagos”-nak is nevezték. Nagyobb tengelyterhelésük miatt a gyengébb mellékvonalakon nem közlekedhettek.
Szintén a mozdonyhiánynak köszönhető, hogy az utolsó négy mozdonyt 1953-ban Pusztaszabolcs fűtőházba helyezték át.

## Az utolsó 375-ösök. Egy korszak végén
Az 1959-ben készült 375,1032 pályaszámú mozdony volt az utolsó Magyarországon gyártott gőzmozdony.

### Megfiatalítva
1952-től a Polonceau-tűzszekrényes mozdonyok vörösréz tűzszekrényeit 12 mm (illetve a csőfalnál 17 mm) vastag lágyacéllemezekből hegesztéssel készült kivitelre cserélték. A Polonceau mennyezetek 240×13×88 mm-es kazánlemez-szelvényekkel készültek és szegecseléssel rögzítették az oldalfalakhoz.

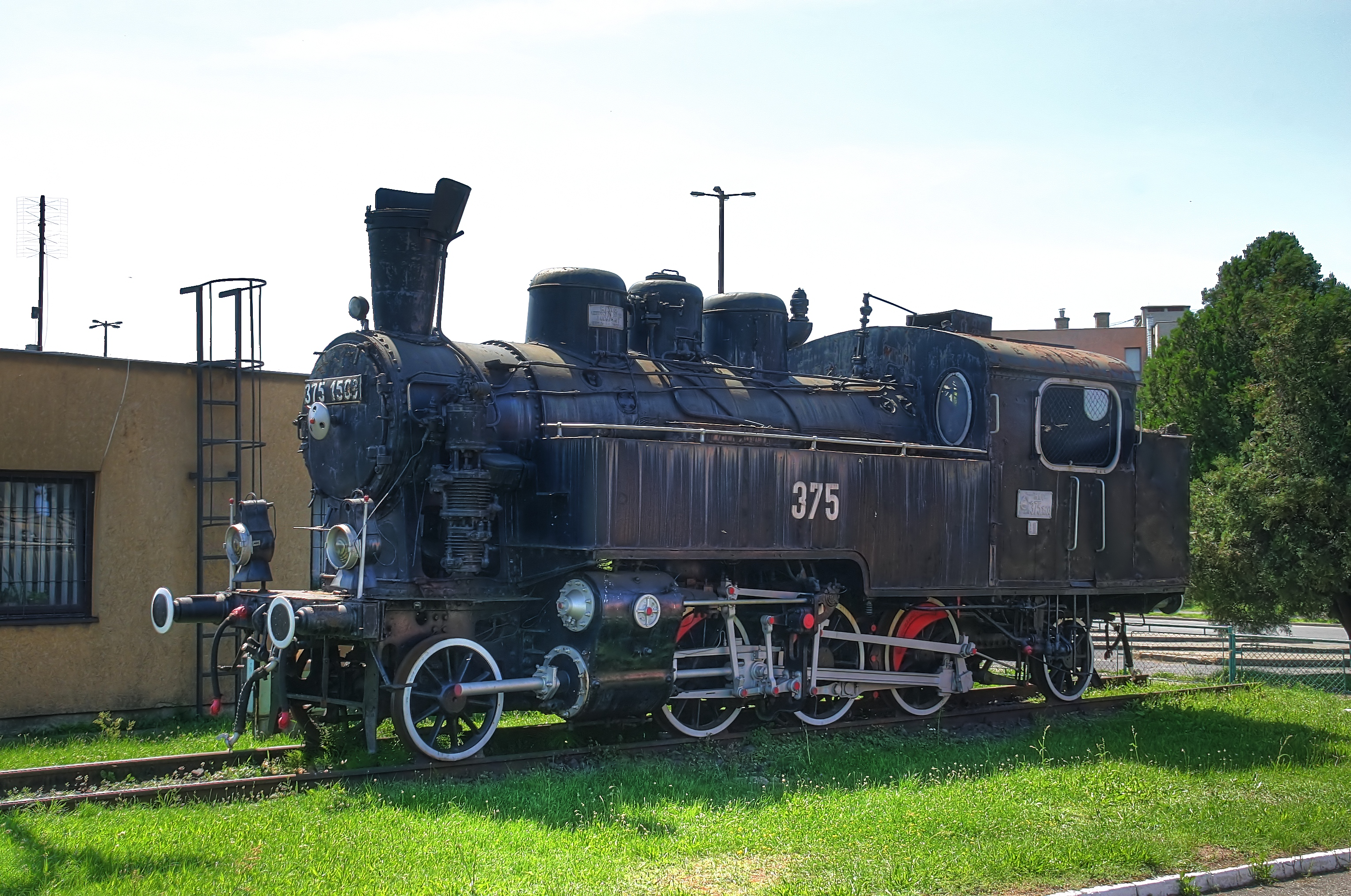
Az iker-túlhevítőssé átalakított 375,1503 pályaszámú mozdony Záhonyban kiállítva

A MÁV a 375 sorozatú mozdonyokra nagy darabszámuk, egyszerű kivitelük és univerzális felhasználhatóságuk miatt hosszabb távon is számított.
Azok a mozdonyok, melyek kazánja teljes felújításra szorult, 1956-tól új gyártású, hegesztett kivitelű kazánt kaptak. Az átalakított kazánokba Wagner-rendszerű szelepes szabályozót építettek, a mozdonyt ellátták léghomokolóval is.
Egyidejűleg folytatódott a telített gőzű kompaund gépek iker-túlhevítőssé való átalakítása. Az így átalakított mozdonyokat a 324 sorozat mintájára 375,1501 pályaszámtól kezdve számozták. 
1958-ban a 375-ösök füstszekrényajtajára és hátsó falára fekete alapon fehér karakterekkel feliratozott, zománcozott pályaszámtáblákat szereltek.

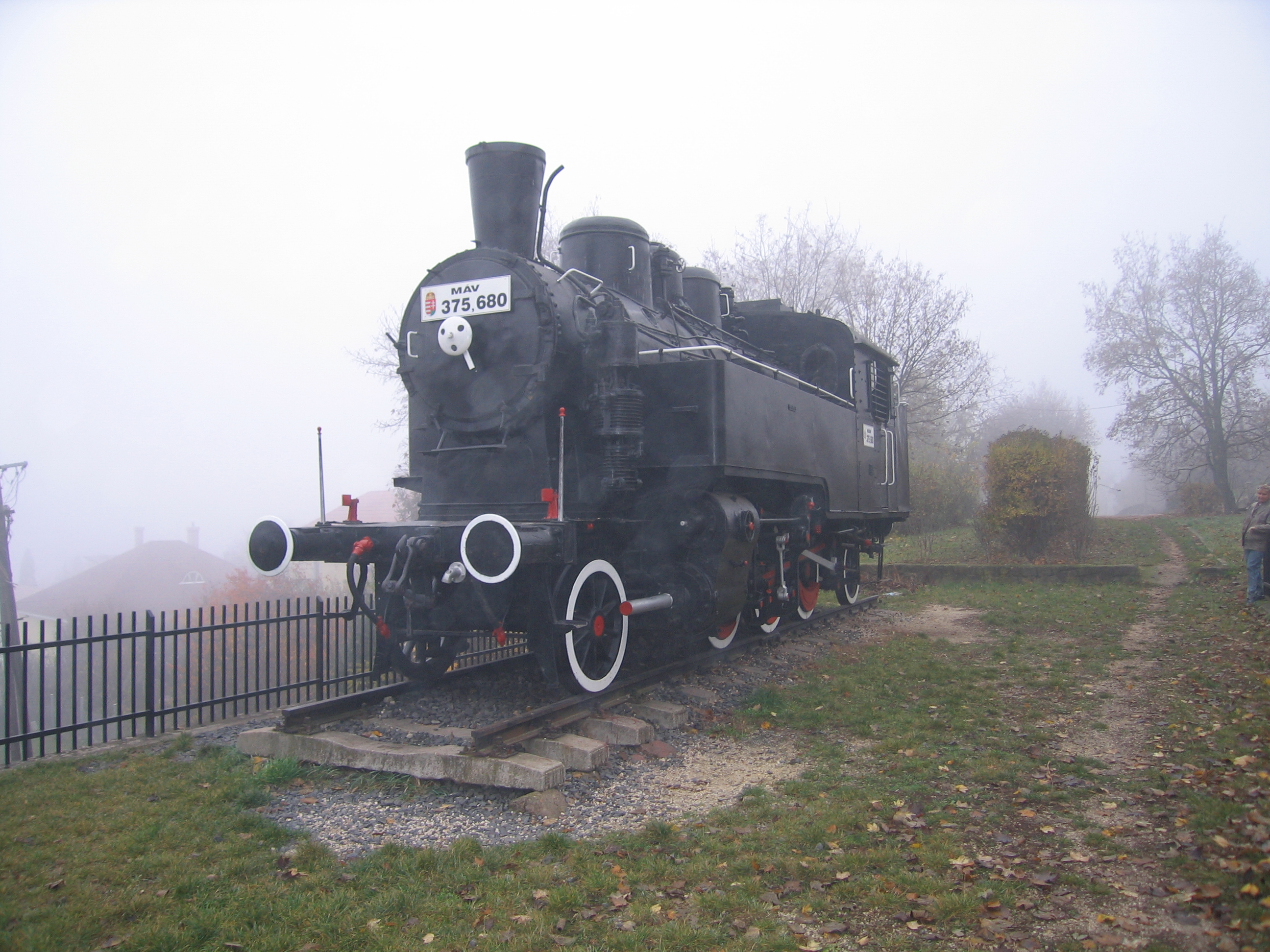
Balatonalmádiban kiállított mozdony, az Alsóörs–Veszprém-vasútvonal emlékére

## A hatvanas évek
A mozdonyok kazánjának kímélésére 1960-tól vegyszeres, úgynevezett Antidur-vízlágyítást alkalmaztak, mely feleslegessé tette a Petz–Rejtő-féle víztisztítók alkalmazását. Ezért a víztisztítókat 1961-től, a hengerkazánok újításakor leszerelték. A tápfejeket Brotan-kazános mozdonyoknál a hosszkazán első, a síktűzszekrényes gépeknél a második övének két oldalára, a kazán középvonalába helyezték át.
Ugyancsak 1960-tól a tehervonati légfékezés bevezetése nyomán a mozdonyok fékrendszerébe, a gyorsműködésű kormányszelep és a fékhenger közé tehervonati/személyvonati (Gz/Pz) váltót szereltek.
A mozdonyokra 1962-től az esedékes fővizsgák és főjavítások keretében ISTER füstgázelszívó ejektort (közismert nevén: kéménytorok-csillagfúvót) és nagy átmérőjű kéményt (vasutas szlengben: „vödör-kémény”) szereltek. 

## Selejtezés
A sorozatba tartoztak valószínűleg a legkésőbb forgalomból kivont magyar gőzmozdonyok. Az egyik példányát 1991-ben selejtezték. (A gép később Japánba került.)

## Kiállított 375-ös mozdonyok az országban
Mint a mellékvonalak fél évszázadig legelterjedtebb mozdonytípusa, méltán állították ki szerte az országban a típus példányait.
Többek között Budapesten, Baján, Vácott (375.1029), Kiskunhalason (375.583), Mezőhegyesen (375.657), Csopakon (375.008), Nagykanizsán (375.896), Nyíregyházán (375.694), Békéscsabán (375.1025), Szegeden (375.551), Kőszegen (375.642), Pusztaszabolcson (375.1011), a volt MÁV Gyermekotthon udvarán, Veszprémben (375.1031), Záhonyban (375.1503), Répceszentgyörgyön, Gyékényesen (375.1517), Balatonalmádiban (375.680) és a Magyar Vasúttörténeti Parkban (375.1032) is látható. A 375,1026-os jármű 30 000 német márkáért került egy japán gyűjtő tulajdonába. 2024-ig az Oszaka prefektúrában található Kavacsinagano városában állt, ma azonban már Takaishi városa mellett, egy roncstelepen várakozik. Sorsa bizonytalan, bár a telep tulajdonosa jelenleg a megőrzése mellett áll.
A GySEV 121-es Lajtaújfaluban, 122-es Nezsiderben,  123-as a Barátudvari falumúzeumban, a 124-es (ex 375.675) a Schwechat-i vasútmúzeumban található.
A 375.1025 pályaszámú mozdony szerepelt a Tessék engem elrabolni című filmben is.

## Összehasonlító táblázat
| Összehasonlító táblázat                         | |                                                                                         | |                                                                                         |                                                                                         |
| Pályaszám                                       | MÁV TV. 7301..7453 →MÁV 375,001–027 →MÁV 375,301–422 MÁV 375,028–053 MÁV 375,423–494 SzVV 33–36 GYSEV 121–122 | MÁV 375,701–702 MÁV 375,801–802 ACsEV 53–58                                             | MÁV 375,501–542 MÁV 375,543–572 SzVV 37–39 SzCsV 121–123 GYSEV 123 SHS 375,951–980 MÁV 375,573–586 MÁV 375,651–670 | MÁV 375,803–943 kukMB 11–13                                                             | SzV 375,2001–2008 MÁV 375,1001–1032                                                     |
| Gyártó                                          | Magyar Királyi Állami Vasgyárak / MÁVAG, Budapest; MÁV Éfm, Budapest; MÁV Ifm, Budapest                       | Magyar Királyi Állami Vasgyárak / MÁVAG, Budapest; MÁV Éfm, Budapest; MÁV Ifm, Budapest | Magyar Királyi Állami Vasgyárak / MÁVAG, Budapest; MÁV Éfm, Budapest; MÁV Ifm, Budapest                            | Magyar Királyi Állami Vasgyárak / MÁVAG, Budapest; MÁV Éfm, Budapest; MÁV Ifm, Budapest | Magyar Királyi Állami Vasgyárak / MÁVAG, Budapest; MÁV Éfm, Budapest; MÁV Ifm, Budapest |
| Gyártásban                                      | 1907–1916 | 1911                                                                                    | 1915 1922–1923 1925–1926 1941 1948–1952                                                                            | 1916–1921                                                                               | 1951–1952 1956–1959                                                                     |
| Selejtezés                                      | ČSD: 1970-ig                                                                                                  | ČSD: 1970-ig                                                                            | ČSD: 1970-ig | ČSD: 1970-ig                                                                            | ČSD: 1970-ig                                                                            |
| Szerkezetszám                                   | 74{\displaystyle {}^{1-13}}                                                                                   | 92{\displaystyle {}^{1}} 93{\displaystyle {}^{1}}                                       | 10{\displaystyle {}^{1-10}}                                                                                        | 115{\displaystyle {}^{1-3}}                                                             | 110{\displaystyle {}^{11-14}}                                                           |
| Darabszám                                       | 596 ČSD: 58 (MÁV-tól)                                                                                         | 596 ČSD: 58 (MÁV-tól)                                                                   | 596 ČSD: 58 (MÁV-tól)                                                                                              | 596 ČSD: 58 (MÁV-tól)                                                                   | 596 ČSD: 58 (MÁV-tól)                                                                   |
| Tengelyelrendezés                               | 1'C1' | 1'C1'                                                                                   | 1'C1' | 1'C1'                                                                                   | 1'C1'                                                                                   |
| Jelleg                                          | 1'C1'–n2vt | 1'C1'–n2vt 1'C1'–h2t                                                                    | 1'C1'–h2t | 1'C1'–h2t                                                                               | 1'C1'–h2t                                                                               |
| Nyomtávolság                                    | 1435 mm | 1435 mm                                                                                 | 1435 mm | 1435 mm                                                                                 | 1435 mm                                                                                 |
| Hajtókerék-átmérő                               | 1180 mm | 1180 mm                                                                                 | 1180 mm | 1180 mm                                                                                 | 1180 mm                                                                                 |
| Futókerékátmérő                                 | 950 mm | 950 mm                                                                                  | 950 mm | 950 mm                                                                                  | 950 mm                                                                                  |
| Legnagyobb sebesség                             | 60 km/h | 60 km/h                                                                                 | 60 km/h | 60 km/h                                                                                 | 60 km/h                                                                                 |
| Ütközők közötti hossz                           | 10 930 mm | 10 930 mm                                                                               | 10 930 mm | 10 930 mm                                                                               | 10 930 mm                                                                               |
| Magasság                                        | 4000 mm | 4000 mm                                                                                 | 4000 mm | 4000 mm                                                                                 | 4000 mm                                                                                 |
| Szélesség                                       | 3050 mm | 3050 mm                                                                                 | 3050 mm | 3050 mm                                                                                 | 3050 mm                                                                                 |
| Csatolt kerekek tengelytávolsága                | 2825 mm | 2825 mm                                                                                 | 2825 mm | 2825 mm                                                                                 | 2825 mm                                                                                 |
| Teljes tengelytávolság                          | 7650 mm | 7650 mm                                                                                 | 7650 mm | 7650 mm                                                                                 | 7650 mm                                                                                 |
| Üres tömeg                                      | 38,6 t 37,67 t                                                                                                | 38,86 t                                                                                 | 39,91 t | 40,12 t                                                                                 | 40,7 t                                                                                  |
| Szolgálati tömeg                                | 52,13 t 51,2 t                                                                                                | 51,68 t                                                                                 | 52,58 t | 51,76 t                                                                                 | 54,5 t                                                                                  |
| Tapadási tömeg                                  | 32,095 t 30,76 t                                                                                              | 31,8 t                                                                                  | 32,09 t | 32,5 t                                                                                  | 35,0 t                                                                                  |
| Legnagyobb tengelyterhelés                      | 10,725 t 10,3 t                                                                                               | 10,36 t                                                                                 | 10,9 t | 10,4 t                                                                                  | 12,0 t                                                                                  |
| Sebességmérő                                    | Haushälter | Haushälter                                                                              | Haushälter | Haushälter                                                                              | Haushälter                                                                              |
| Fékek típusa                                    | csavarorsós kézifék légnyomásos Westinghouse-rendszerű önműködő                                               | csavarorsós kézifék légnyomásos Westinghouse-rendszerű önműködő                         | csavarorsós kézifék légnyomásos Westinghouse-rendszerű önműködő                                                    | csavarorsós kézifék légnyomásos Westinghouse-rendszerű önműködő                         | csavarorsós kézifék légnyomásos Westinghouse-rendszerű önműködő                         |
| Rögzítőfék típusa                               | csavarorsós kézifék                                                                                           | csavarorsós kézifék                                                                     | csavarorsós kézifék                                                                                                | csavarorsós kézifék                                                                     | csavarorsós kézifék                                                                     |
| Vonatfűtés típusa                               | gőz | gőz                                                                                     | gőz | gőz                                                                                     | gőz                                                                                     |
| Átmenő fék                                      | –/ légnyomásos Westinghouse-rendszerű önműködő gyorsfék                                                       | –/ légnyomásos Westinghouse-rendszerű önműködő gyorsfék                                 | –/ légnyomásos Westinghouse-rendszerű önműködő gyorsfék                                                            | –/ légnyomásos Westinghouse-rendszerű önműködő gyorsfék                                 | –/ légnyomásos Westinghouse-rendszerű önműködő gyorsfék                                 |
| Legkisebb pályaívsugár                          | 140/120 m | 140/120 m                                                                               | 140/120 m | 140/120 m                                                                               | 140/120 m                                                                               |
| Hengerek száma                                  | 2 | 2                                                                                       | 2 | 2                                                                                       | 2                                                                                       |
| Hengerek átmérője                               | – | – 410 mm                                                                                | 410 mm | 410 mm                                                                                  | 410 mm                                                                                  |
| Nagynyomású hengerek átmérője                   | 390 mm | 390 mm –                                                                                | – | –                                                                                       | –                                                                                       |
| Kisnyomású hengerek átmérője                    | 590 mm | 590 mm –                                                                                | – | –                                                                                       | –                                                                                       |
| Dugattyú lökethossza                            | 600 mm | 600 mm                                                                                  | 600 mm | 600 mm                                                                                  | 600 mm                                                                                  |
| Állókazán típusa                                | Polonceau-rendsz. síktűzszekrényes                                                                            | Brotan–Deffner-rendsz. vízcsöves                                                        | Polonceau-rendsz. síktűzszekrényes                                                                                 | Brotan–Deffner-rendsz. vízcsöves                                                        | Polonceau-rendsz. síktűzszekrényes                                                      |
| Túlhevítés                                      | – | – Schmidt-rendszerű, nagyfüstcsöves                                                     | Schmidt-rendszerű, nagyfüstcsöves                                                                                  | Schmidt-rendszerű, nagyfüstcsöves                                                       | Schmidt-rendszerű, nagyfüstcsöves                                                       |
| Gőznyomás                                       | 14 bar | 14 bar 12 bar                                                                           | 12 bar | 12 bar                                                                                  | 12 bar                                                                                  |
| Kazán hossztengely-magassága a sínkorona felett | 2500 mm | 2550 mm                                                                                 | 2500 mm | 2500 mm                                                                                 | 2500 mm                                                                                 |
| Tűzcsövek száma                                 | 153 db | 147 db 75 db                                                                            | 81 db | 79 db                                                                                   | 81 db                                                                                   |
| Tűzcsövek belső/külső átmérője                  | 46,5/52 mm | 46,5/52 mm                                                                              | 46,5/52 mm | 46,5/52 mm                                                                              | 46,5/52 mm                                                                              |
| Füstcsövek száma                                | – | – 15 db                                                                                 | 16 db | 18 db                                                                                   | 16 db                                                                                   |
| Füstcsövek belső/külső átmérője'                | – | – 119/127 mm                                                                            | 119/127 mm | 119/127 mm                                                                              | 119/127 mm                                                                              |
| Tűzcsövek hossza                                | 3800 mm | 3800 mm                                                                                 | 3800 mm | 3800 mm                                                                                 | 3800 mm                                                                                 |
| Rostélyfelület                                  | 1,828 m² | 2,08 m²                                                                                 | 1,85 m² | 1,8 m²                                                                                  | 1,85 m²                                                                                 |
| Sugárzó fűtőfelület                             | 8,5 m² | 8,08 m²                                                                                 | 7,28 m² | 9,191 m²                                                                                | 7,28 m²                                                                                 |
| Csőfűtőfelület'                                 | 103,5 m² | 91,4 m² 69,4 m²                                                                         | 74,49 m² | 75,99 m²                                                                                | 74,49 m²                                                                                |
| Túlhevítőfelület                                | – | – 16,03 m²                                                                              | 22,302 m² | 20,2 m²                                                                                 | 22,302 m²                                                                               |
| Teljesítmény                                    | 330 LE |                                                                                         | 420 LE | 480 LE                                                                                  | 420 LE                                                                                  |
| Gépezeti vonóerő                                | 63,715 kN | 63,715 kN 60,322 kN                                                                     | 60,332 kN | 60,322 kN                                                                               | 60,322 kN                                                                               |
| Tapadósúlyból számított vonóerő                 | 50,37 kN 48,28 kN                                                                                             | 48,775 kN                                                                               | 50,368 kN | 51,012 kN                                                                               |                                                                                         |
| Vezérlés típusa                                 | Heusinger–Walschaert                                                                                          | Heusinger–Walschaert                                                                    | Heusinger–Walschaert                                                                                               | Heusinger–Walschaert                                                                    | Heusinger–Walschaert                                                                    |
| Vízkészlet                                      | 5,6 m³ | 5,6 m³                                                                                  | 5,6 m³ | 5,6 m³                                                                                  | 5,6 m³                                                                                  |
| Tüzelőanyagkészlet                              | 3,2 m³ | 3,2 m³                                                                                  | 3,2 m³ | 3,2 m³                                                                                  | 4,0 m³                                                                                  |